# The Mandalorian
The Mandalorian, auch Star Wars: The Mandalorian, ist eine US-amerikanische Space-Western-Serie des Autors und Produzenten Jon Favreau, die seit dem 12. November 2019 auf dem Streaming-Portal Disney+ verfügbar ist. Es ist die erste Realserie im fiktiven Star-Wars-Universum. Die Hauptrolle des Mandalorianers Din Djarin spielt Pedro Pascal.
Die Serie ist in ausgewählten Ländern in mehreren Sprachen verfügbar, dabei auch mit deutscher Synchronisation und Untertiteln. In Deutschland ist die Serie mit dem hiesigen Start des Streaming-Dienstes Disney+ seit dem 24. März 2020 verfügbar. Die zweite Staffel startete in allen Ländern, in denen Disney+ abrufbar ist, am 30. Oktober 2020.
Die Handlung wurde nach der zweiten Staffel in der Ablegerserie Das Buch von Boba Fett (2021) fortgeführt, ehe diese mit der dritten Staffel im Frühjahr 2023 weitererzählt wurde. Mit The Mandalorian & Grogu wurde ein Kinofilm zur Serie unter der Regie von Jon Favreau angekündigt, der am 22. Mai 2026 in den Kinos anlaufen soll.

## Handlung
Der mandalorianische Protagonist, Din Djarin, meist nur „Der Mandalorianer“ oder verkürzt „Mando“ genannt, ist ein Einzelkämpfer, der fünf Jahre nach dem Untergang des Imperiums sein Geld als Kopfgeldjäger verdient. Durch das Aufspüren und In-Gewahrsam-Nehmen von Flüchtigen hat er sich in der Gilde der Kopfgeldjäger einen Namen gemacht. Von einem imperialen Auftraggeber erhält er die Aufgabe, einen Fünfzigjährigen aufzuspüren. Der Mandalorianer stellt fest, dass dieser Fünfzigjährige ein Findelkind und von weit größerer Bedeutung ist, als zunächst vermutet. Das Kind ist von derselben Spezies wie der frühere Jedi-Meister Yoda und trägt den Namen Grogu. Entgegen den Regeln der Kopfgeldjäger-Gilde entschließt er sich, das Kind dem Auftraggeber wieder abzunehmen und ihn stattdessen zu beschützen, wodurch er selbst zur Zielscheibe der übrigen Kopfgeldjäger wird. Der Mandalorianer schlägt sich in der Folge mit Auftragsjobs quer durch die Galaxis und muss dabei stets auf Grogu achten, was ihn zwingt, immer auf der Hut zu sein und niemandem zu trauen. Ab der dritten Staffel behandelt die Serie zunehmend das Volk der Mandalorianer, deren Kultur und Lebensart selbst sowie das zivile Leben in der Galaxis unter dem Einfluss der Neuen Republik.

## Einordnung in dasStar-Wars-Universum
Die Handlung spielt neun Jahre nach den Ereignissen von Krieg der Sterne bzw. fünf Jahre nach Die Rückkehr der Jedi-Ritter. Die Serie folgt somit 25 Jahre vor Beginn der Star-Wars-Sequel-Trilogie, die mit Das Erwachen der Macht (2015) beginnt, den Ereignissen nach dem Fall des Galaktischen Imperiums und erzählt zunächst losgelöst von den Hauptfilmen die Geschichte des Mandalorianers Din Djarin, der sich durch die äußeren Bereiche der Galaxis kämpft, weit weg vom Einfluss der Neuen Republik. Die Serie spielt jedoch im Laufe der Staffeln immer mehr auf die kommenden Ereignisse der Filmepisoden VII, VIII und IX an.
Zeitleiste der Filme und Serien im Star-Wars-Universum
| Die dunkle Bedrohung |                                   |                   |                                    |                   |                                   |                   |                         | I             |                                |               |                          |               |                          |                          |                          |                          |                          |                          |                          |                         |                         |                         |                         |                         |                         |                         |                         |                   |                   |                   |                         |                         |                         |                         |
| Angriff der Klonkrieger |                                   |                   |                                    |                   |                                   |                   |                         |               |                                | II            |                          |               |                          |                          |                          |                          |                          |                          |                          |                         |                         |                         |                         |                         |                         |                         |                         |                   |                   |                   |                         |                         |                         |                         |
| Die Rache der Sith |                                   |                   |                                    |                   |                                   |                   |                         |               |                                |               |                          | III           |                          |                          |                          |                          |                          |                          |                          |                         |                         |                         |                         |                         |                         |                         |                         |                   |                   |                   |                         |                         |                         |                         |
| Krieg der Sterne |                                   |                   |                                    |                   |                                   |                   |                         |               |                                |               |                          |               |                          |                          |                          |                          |                          |                          |                          |                         |                         | IV                      | IV                      |                         |                         |                         |                         |                   |                   |                   |                         |                         |                         |                         |
| Das Imperium schlägt zurück |                                   |                   |                                    |                   |                                   |                   |                         |               |                                |               |                          |               |                          |                          |                          |                          |                          |                          |                          |                         |                         |                         |                         |                         | V                       |                         |                         |                   |                   |                   |                         |                         |                         |                         |
| Die Rückkehr der Jedi-Ritter |                                   |                   |                                    |                   |                                   |                   |                         |               |                                |               |                          |               |                          |                          |                          |                          |                          |                          |                          |                         |                         |                         |                         |                         |                         | VI                      |                         |                   |                   |                   |                         |                         |                         |                         |
| Das Erwachen der Macht |                                   |                   |                                    |                   |                                   |                   |                         |               |                                |               |                          |               |                          |                          |                          |                          |                          |                          |                          |                         |                         |                         |                         |                         |                         |                         |                         |                   |                   |                   |                         | VII                     |                         |                         |
| Die letzten Jedi |                                   |                   |                                    |                   |                                   |                   |                         |               |                                |               |                          |               |                          |                          |                          |                          |                          |                          |                          |                         |                         |                         |                         |                         |                         |                         |                         |                   |                   |                   |                         |                         | VIII                    |                         |
| Der Aufstieg Skywalkers |                                   |                   |                                    |                   |                                   |                   |                         |               |                                |               |                          |               |                          |                          |                          |                          |                          |                          |                          |                         |                         |                         |                         |                         |                         |                         |                         |                   |                   |                   |                         |                         |                         | IX                      |
| Rogue One |                                   |                   |                                    |                   |                                   |                   |                         |               |                                |               |                          |               |                          |                          | a)                       |                          |                          |                          |                          |                         | R1                      |                         |                         |                         |                         |                         |                         |                   |                   |                   |                         |                         |                         |                         |
| Solo |                                   |                   |                                    |                   |                                   |                   |                         |               |                                |               |                          |               |                          |                          | a)                       |                          | S                        |                          |                          |                         |                         |                         |                         |                         |                         |                         |                         |                   |                   |                   |                         |                         |                         |                         |
| Die Abenteuer der jungen Jedi | YJA                               |                   |                                    |                   |                                   |                   |                         |               |                                |               |                          |               |                          |                          |                          |                          |                          |                          |                          |                         |                         |                         |                         |                         |                         |                         |                         |                   |                   |                   |                         |                         |                         |                         |
| The Clone Wars (+ Kinofilm) |                                   |                   |                                    |                   |                                   |                   |                         |               |                                | TCW           | TCW                      | TCW           |                          |                          |                          |                          |                          |                          |                          |                         |                         |                         |                         |                         |                         |                         |                         |                   |                   |                   |                         |                         |                         |                         |
| The Bad Batch |                                   |                   |                                    |                   |                                   |                   |                         |               |                                |               |                          | TBB           | TBB                      |                          |                          |                          |                          |                          |                          |                         |                         |                         |                         |                         |                         |                         |                         |                   |                   |                   |                         |                         |                         |                         |
| Rebels |                                   |                   |                                    |                   |                                   |                   |                         |               |                                |               |                          |               |                          |                          |                          |                          |                          |                          |                          | Rebels                  | Rebels                  |                         |                         |                         |                         |                         | b)                      |                   |                   |                   |                         |                         |                         |                         |
| Resistance |                                   |                   |                                    |                   |                                   |                   |                         |               |                                |               |                          |               |                          |                          |                          |                          |                          |                          |                          |                         |                         |                         |                         |                         |                         |                         |                         |                   |                   |                   | Resistance              | Resistance              | Resistance              | Resistance              |
| The Acolyte |                                   |                   | c)                                 |                   | TA                                |                   |                         |               |                                |               |                          |               |                          |                          |                          |                          |                          |                          |                          |                         |                         |                         |                         |                         |                         |                         |                         |                   |                   |                   |                         |                         |                         |                         |
| Obi-Wan-Kenobi |                                   |                   |                                    |                   |                                   |                   |                         |               |                                |               |                          |               |                          |                          |                          |                          |                          | K                        |                          |                         |                         |                         |                         |                         |                         |                         |                         |                   |                   |                   |                         |                         |                         |                         |
| Andor |                                   |                   |                                    |                   |                                   |                   |                         |               |                                |               |                          |               |                          |                          |                          |                          |                          |                          |                          | Andor                   | Andor                   |                         |                         |                         |                         |                         |                         |                   |                   |                   |                         |                         |                         |                         |
| The Mandalorian |                                   |                   |                                    |                   |                                   |                   |                         |               |                                |               |                          |               |                          |                          |                          |                          |                          |                          |                          |                         |                         |                         |                         |                         |                         |                         |                         |                   | M                 |                   |                         |                         |                         |                         |
| Das Buch von Boba Fett |                                   |                   |                                    |                   |                                   |                   |                         |               |                                |               |                          |               |                          |                          |                          |                          |                          |                          |                          |                         |                         |                         |                         |                         |                         | c)                      | c)                      |                   | BF                |                   |                         |                         |                         |                         |
| Ahsoka |                                   |                   |                                    |                   |                                   |                   |                         |               |                                |               |                          |               |                          |                          |                          |                          |                          |                          |                          |                         |                         |                         |                         |                         |                         |                         |                         |                   | A                 |                   |                         |                         |                         |                         |
| Skeleton Crew |                                   |                   |                                    |                   |                                   |                   |                         |               |                                |               |                          |               |                          |                          |                          |                          |                          |                          |                          |                         |                         |                         |                         |                         |                         |                         |                         |                   | SC                |                   |                         |                         |                         |                         |
| Ära | Die Hohe Republik                 | Die Hohe Republik | Die Hohe Republik                  | Die Hohe Republik | Die Hohe Republik                 | Die Hohe Republik | Fall der Jedi           | Fall der Jedi | Fall der Jedi                  | Fall der Jedi | Fall der Jedi            | Fall der Jedi | Herrschaft des Imperiums | Herrschaft des Imperiums | Herrschaft des Imperiums | Herrschaft des Imperiums | Herrschaft des Imperiums | Herrschaft des Imperiums | Herrschaft des Imperiums | Zeitalter der Rebellion | Zeitalter der Rebellion | Zeitalter der Rebellion | Zeitalter der Rebellion | Zeitalter der Rebellion | Zeitalter der Rebellion | Zeitalter der Rebellion | Zeitalter der Rebellion | Die Neue Republik | Die Neue Republik | Die Neue Republik | Aufstieg der 1. Ordnung | Aufstieg der 1. Ordnung | Aufstieg der 1. Ordnung | Aufstieg der 1. Ordnung |
| \| \| Prequel-Trilogie (Episoden I–III) \| \| Original-Trilogie (Episoden IV–VI) \| \| Sequel-Trilogie (Episoden VII–IX) \| \| A-Star-Wars-Story-Filme \| \| (kanonische) Animations-Serien \| \| (kanonische) Real-Serien \| |                                   |                   |                                    |                   |                                   |                   |                         |               |                                |               |                          |               |                          |                          |                          |                          |                          |                          |                          |                         |                         |                         |                         |                         |                         |                         |                         |                   |                   |                   |                         |                         |                         |                         |
| Die Folgen der Serien Die Mächte des Schicksals und Geschichten der Jedi spielen jeweils zu unterschiedlichen Zeitpunkten, sodass eine Auflistung in der Tabelle nicht sinnvoll möglich ist. Ebenfalls nicht aufgelistet sind Miniserien, Kurzgeschichten, Comics, Bücher und andere Begleitwerke des offiziellen Star-Wars-Kanons sowie der Themenpark Star Wars: Galaxy’s Edge (zwischen VIII und IX). Zur schematischen Einordnung der Handlungen wird die fiktive Zeitrechnung des Star-Wars-Universums verwendet. Diese unterscheidet zwischen den Jahren vor der Schlacht von Yavin (VSY) und nach der Schlacht von Yavin (NSY). Die Schlacht von Yavin IV bildet das Ende von Krieg der Sterne (1977), bei dem Luke Skywalker und die Rebellenallianz den ersten Todesstern zerstören. |                                   |                   |                                    |                   |                                   |                   |                         |               |                                |               |                          |               |                          |                          |                          |                          |                          |                          |                          |                         |                         |                         |                         |                         |                         |                         |                         |                   |                   |                   |                         |                         |                         |                         |
| a) Prolog, b) Epilog, c) Rückblenden |                                   |                   |                                    |                   |                                   |                   |                         |               |                                |               |                          |               |                          |                          |                          |                          |                          |                          |                          |                         |                         |                         |                         |                         |                         |                         |                         |                   |                   |                   |                         |                         |                         |                         |
| | Prequel-Trilogie (Episoden I–III) |                   | Original-Trilogie (Episoden IV–VI) |                   | Sequel-Trilogie (Episoden VII–IX) |                   | A-Star-Wars-Story-Filme |               | (kanonische) Animations-Serien |               | (kanonische) Real-Serien |               |                          |                          |                          |                          |                          |                          |                          |                         |                         |                         |                         |                         |                         |                         |                         |                   |                   |                   |                         |                         |                         |                         |

## Besetzung und Synchronisation
Besetzung
In der Hauptrolle ist Pedro Pascal als namensgebender Mandalorianer Din Djarin zu sehen. In der dritten Staffel stieß als weitere Hauptdarstellerin Katee Sackhoff in der Rolle der Bo-Katan Kryze dazu, welche bereits wiederkehrend in der zweiten Staffel auftrat und die Figur in anderen Star-Wars-Medien sprach. Mit Ausnahme dieser beiden Protagonisten und des Kindes mit dem Namen Grogu, das von mehreren Puppenspielern, ergänzt mit CGI, in Szene gesetzt wird, treten die meisten weiteren Figuren lediglich in wenigen Folgen auf. Diese Figuren sind etwa Gina Carano als Cara Dune, Giancarlo Esposito als Moff Gideon, Emily Swallow als Waffenmeisterin, Carl Weathers als Greef Karga, Omid Abtahi als Dr. Pershing, Werner Herzog als Auftraggeber, Nick Nolte als Kuiil (Stimme), Taika Waititi als IG-11 (Stimme), Amy Sedaris als Peli Motto und Ming-Na Wen als Fennec Shand.
Ab der zweiten Staffel treten einige Darsteller als wiederkehrende Charaktere aus anderen Star-Wars-Medien auf, wie zum Beispiel Timothy Olyphant als Cobb Vanth, Rosario Dawson als Ahsoka Tano, Temuera Morrison als Boba Fett, Steve Blum als Zeb Orrelios und Mark Hamill als Luke Skywalker.
Gastauftritte haben unter anderem Mark Boone Junior, Bill Burr, Jack Black, Natalia Tena, Clancy Brown, Richard Ayoade, Mercedes Varnado, Michael Biehn, Christopher Lloyd, die an der Serie als Regisseure beteiligten Dave Filoni, Rick Famuyiwa und Deborah Chow (jeweils als Piloten der Neuen Republik) sowie Showrunner Jon Favreau selbst (Stimme von Paz Vizsla).

Besetzung von The Mandalorian
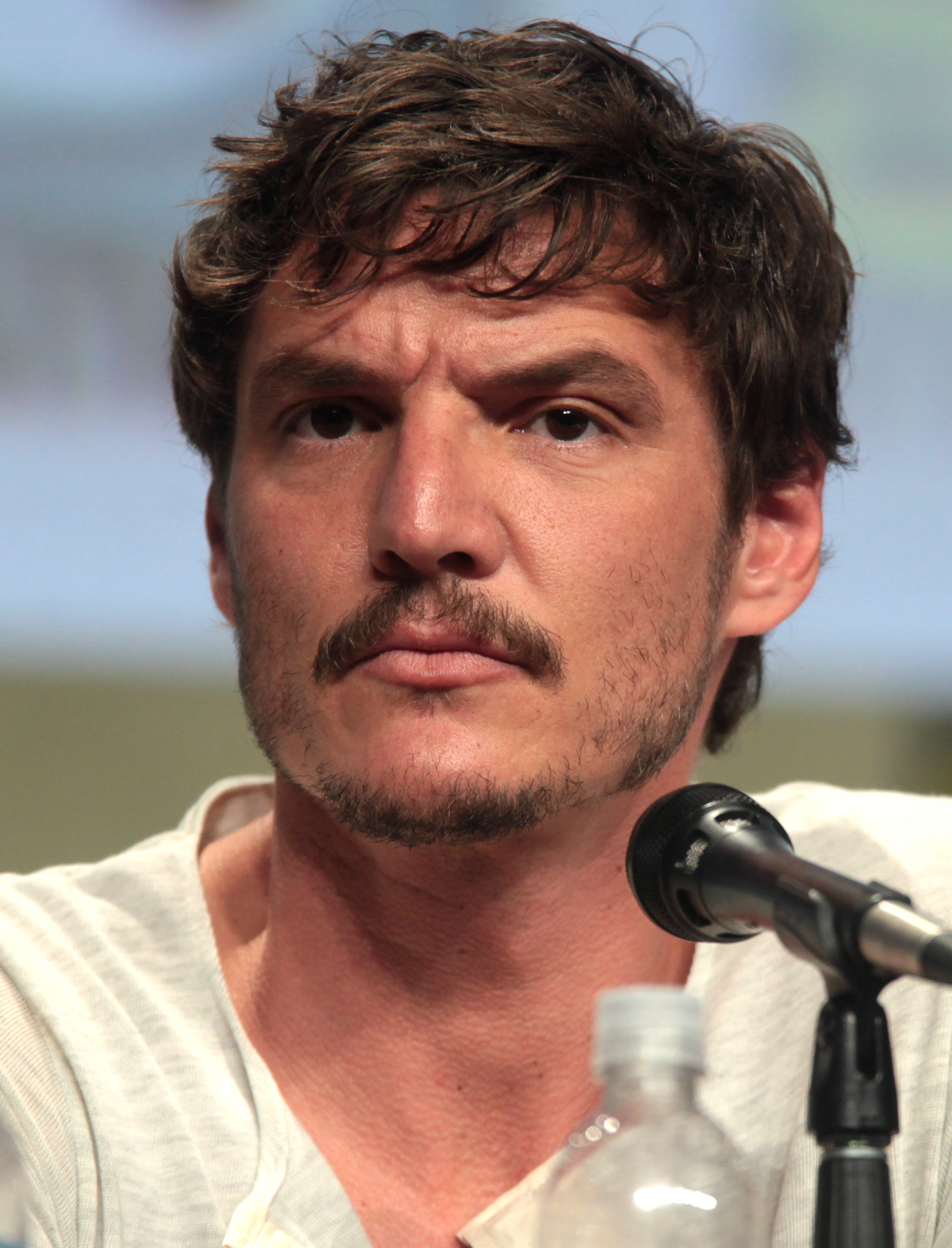
Pedro Pascal als Din Djarin
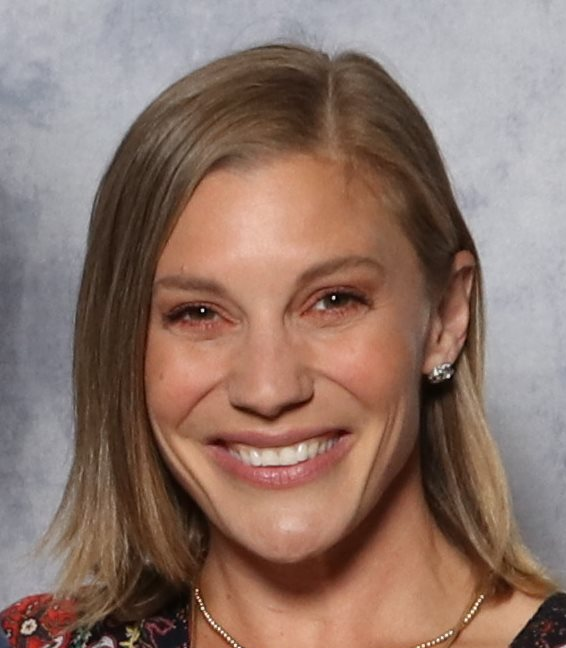
Katee Sackhoff als Bo-Katan Kryze
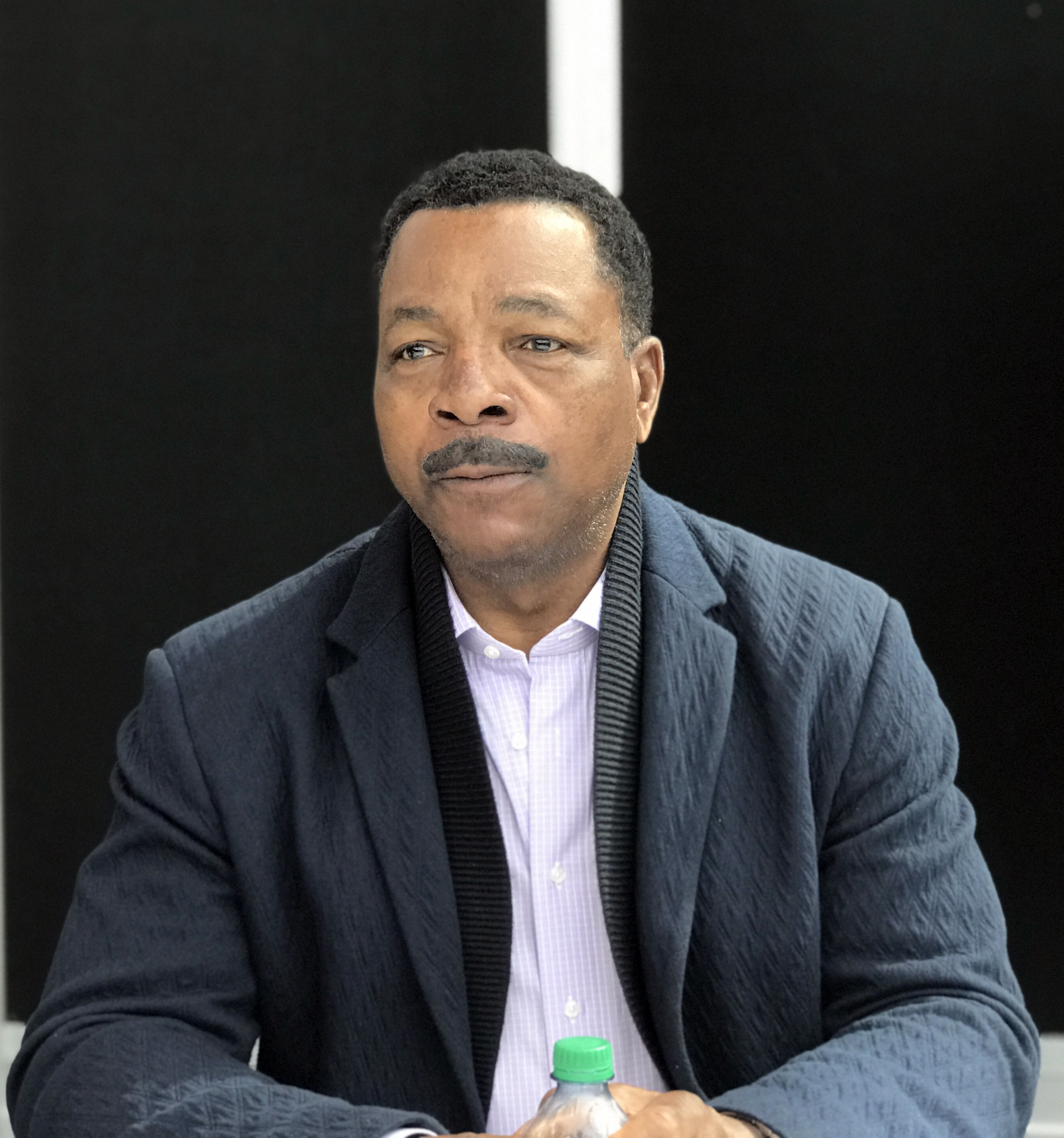
Carl Weathers als Greef Karga
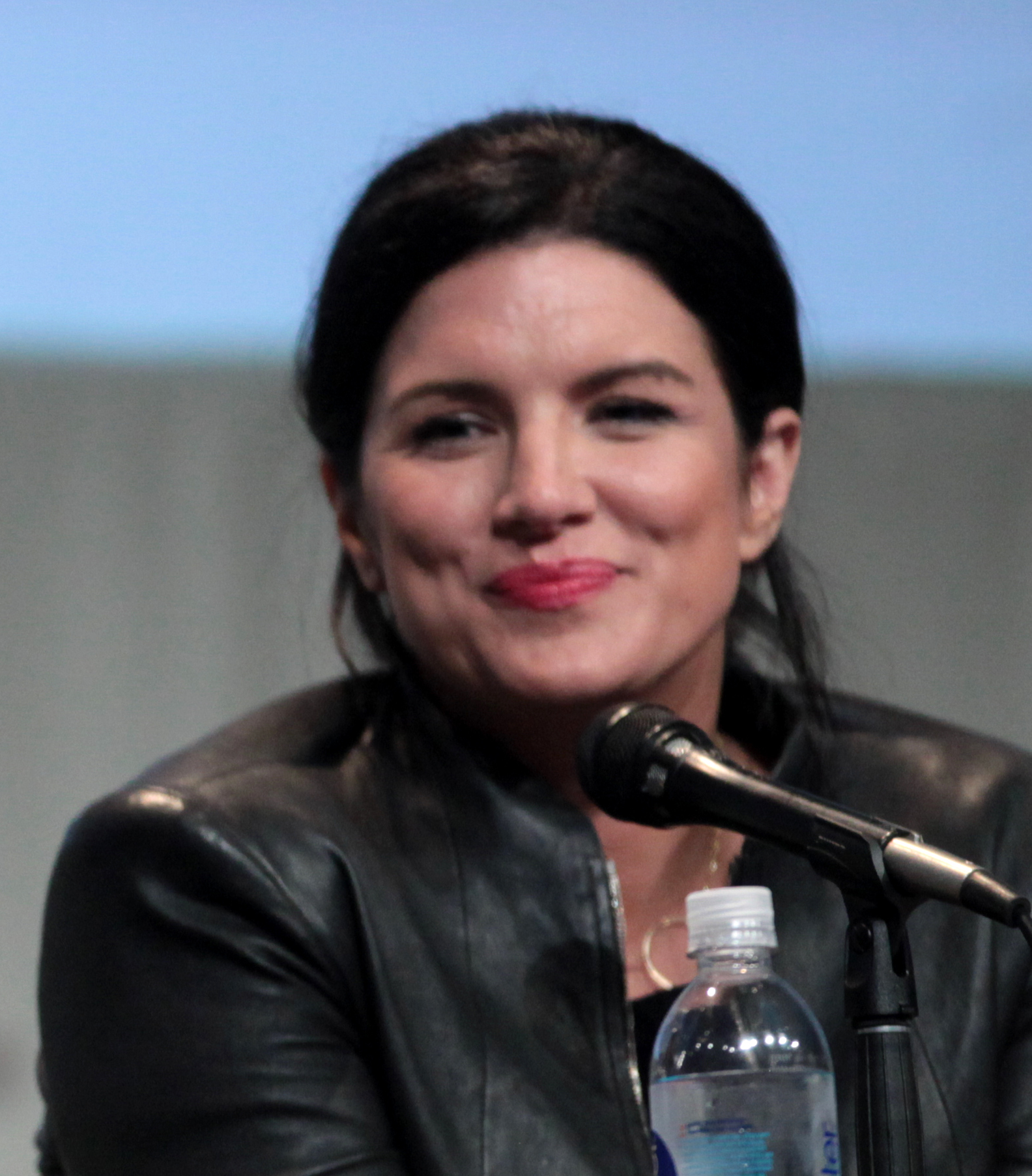
Gina Carano als Cara Dune
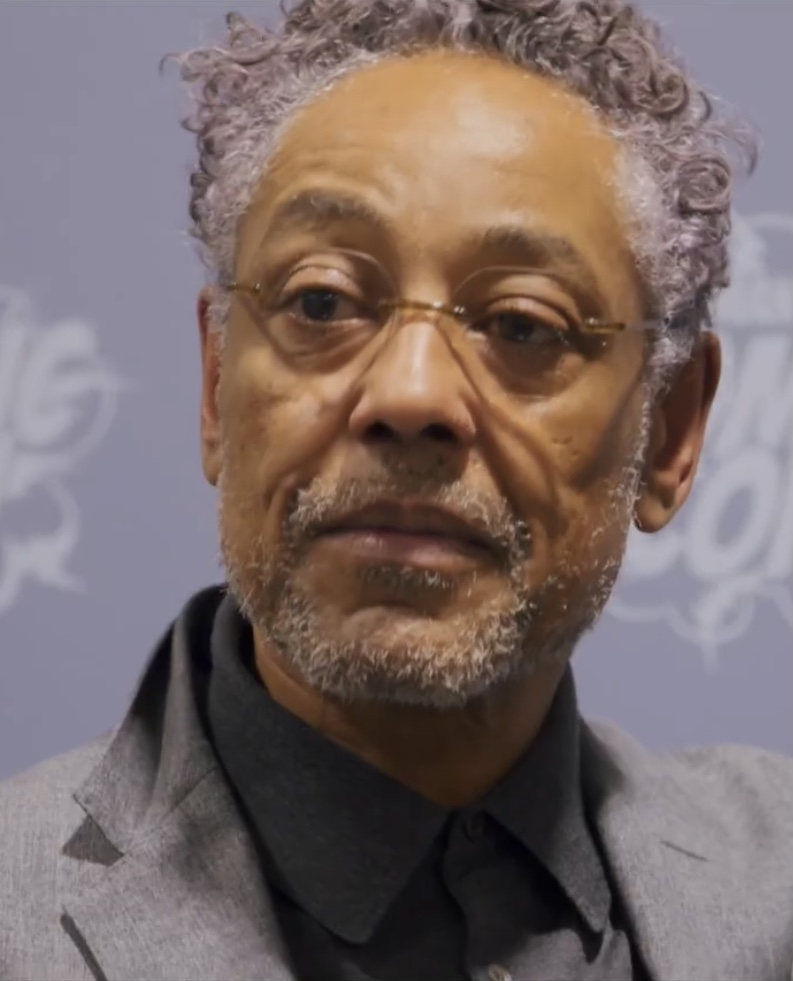
Giancarlo Esposito als Moff Gideon
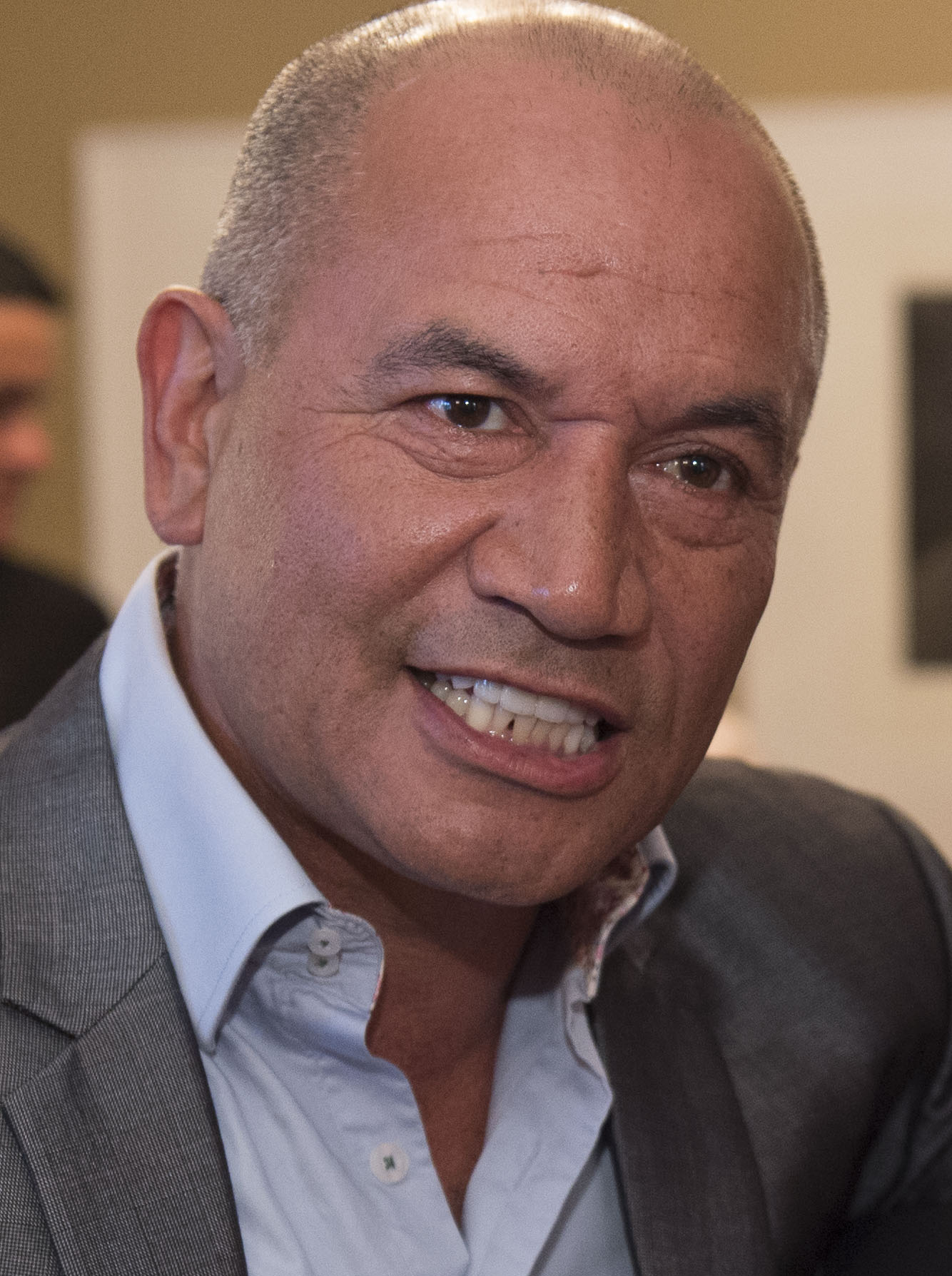
Temuera Morrison als Boba Fett
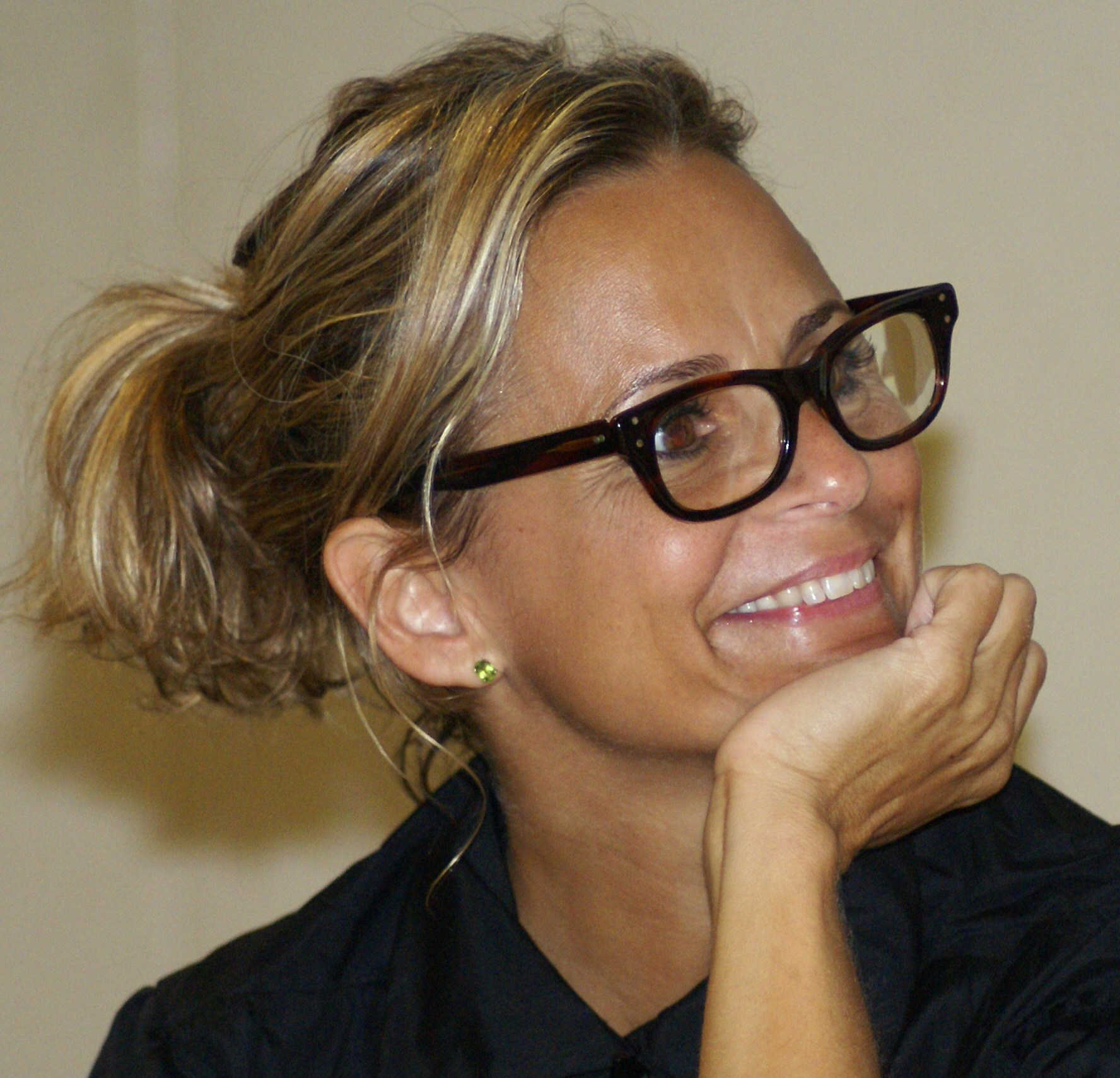
Amy Sedaris als Peli Motto
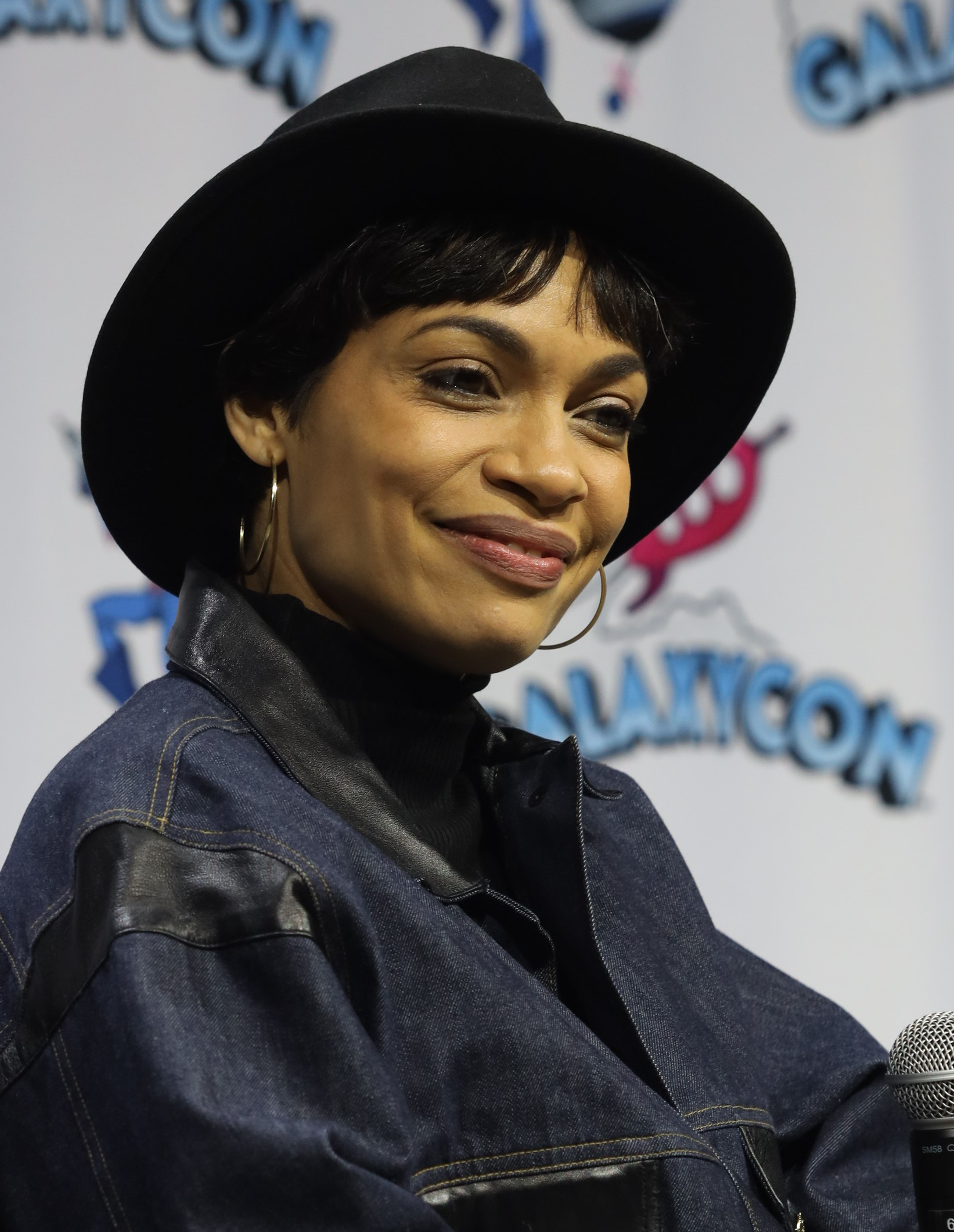
Rosario Dawson als Ahsoka Tano
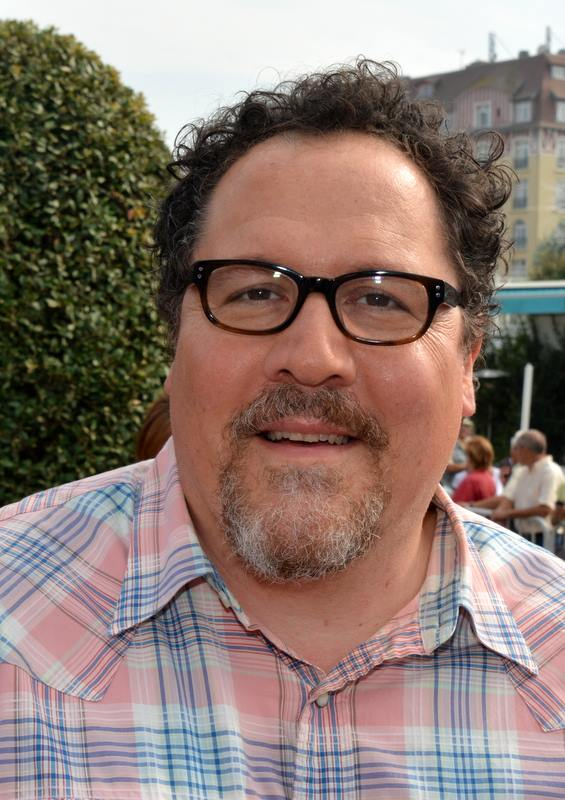
Jon Favreau als Paz Vizsla
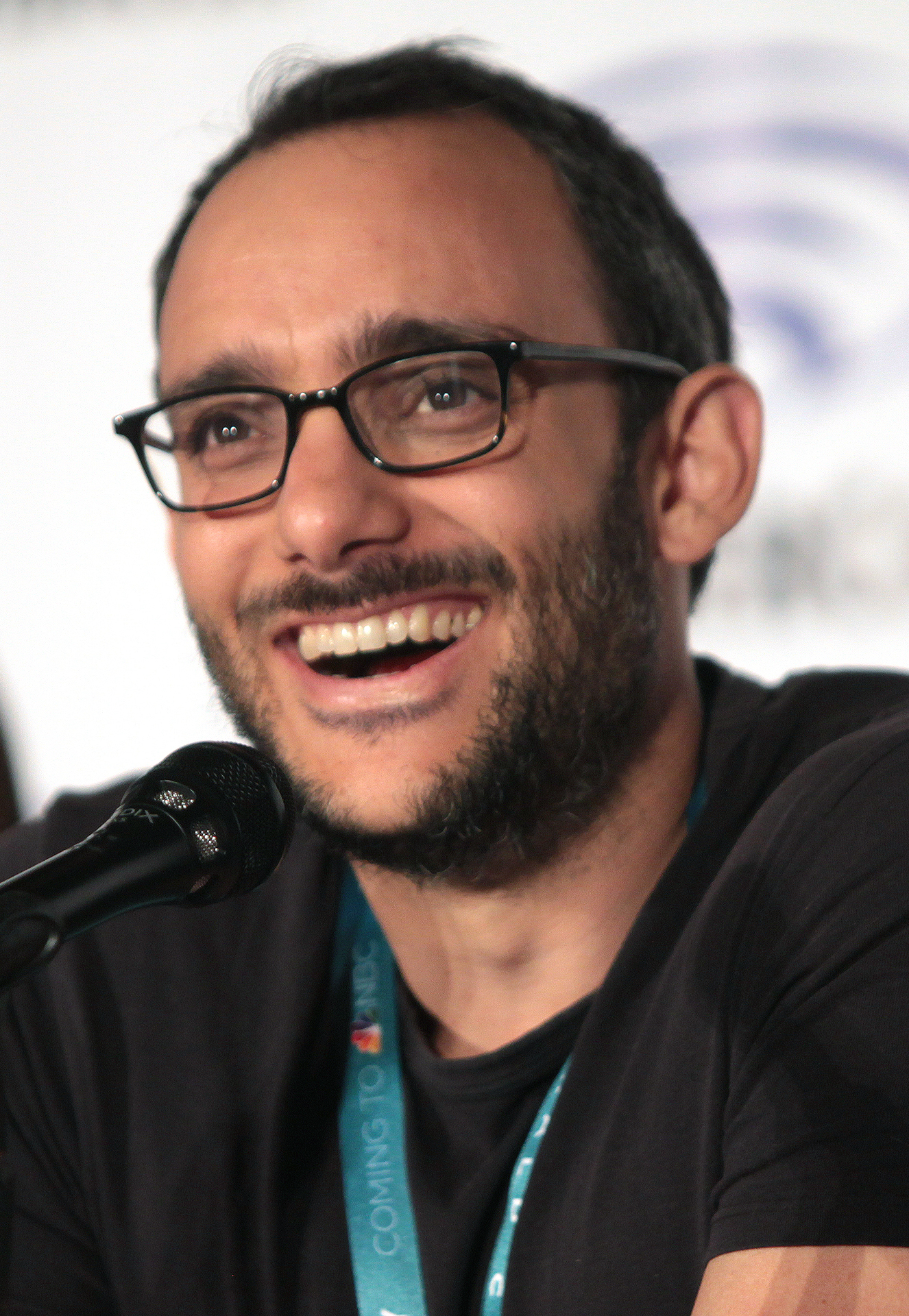
Omid Abtahi als Penn Pershing
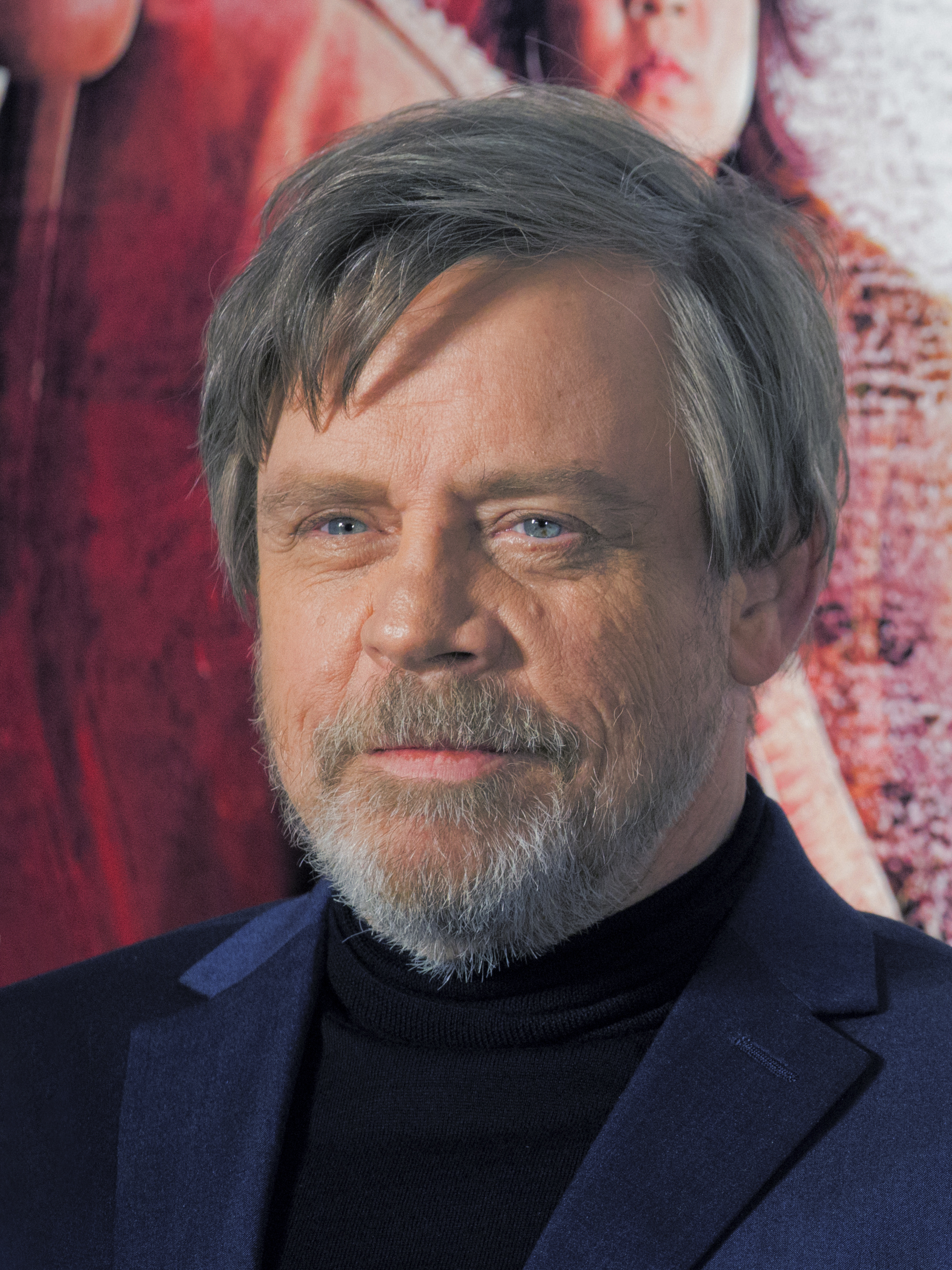
Mark Hamill als Luke Skywalker

Synchronisation
Die deutsche Synchronisation entstand nach den Dialogbüchern von Björn Schalla und Klaus Bickert sowie unter der Dialogregie von Schalla durch die Synchronfirma FFS Film- & Fernseh-Synchron in Berlin, die auch für die Star-Wars-Filme verantwortlich ist. Martin Keßler, Heide Domanowski, Oliver Siebeck und Josephine Schmidt vertonen dabei Figuren, die sie bereits zuvor im Star-Wars-Universum in mehreren Projekten einsprachen. Jan Makino übernahm in der Serie die Rolle seines Vaters Hans-Georg Panczak, Luke Skywalker. Die Synchronisation der ersten Staffel wurde bereits vor dem Deutschland-Start zum Start von Disney+ in den Vereinigten Staaten, Kanada und den Niederlanden bearbeitet, wo die Episoden wöchentlich veröffentlicht wurden.

## Figuren

### Hauptfiguren
- Din Djarin / Der Mandalorianer (Pedro Pascal): gesetzloser Kopfgeldjäger, von allen bloß Mando genannt, der als Mitglied der Death Watch als radikaler Vertreter seiner Zunft gilt, weswegen er niemals seinen Helm vor anderen Lebewesen abnimmt und sein Gesicht zeigt. Als er den kleinen Grogu findet, baut er zu diesem eine väterliche Beziehung auf und sieht es als seine neue Aufgabe, das Kind zu beschützen. Im Laufe der Serie ist er zunächst der Pilot der Razor Crest, die jedoch später zerstört wird, woraufhin er nun in einem umgebauten N1-Sternenjäger von Naboo reist.
- Din Grogu: machtsensitives Wesen, das der gleichen Spezies wie Meister Yoda angehört und die Nacht der Order 66 überlebte. Als ihn Din Djarin findet, begleitet er diesen fortan auf dessen Reisen und Abenteuern. Für einige Zeit wird er in den Lehren der Jedi von Luke Skywalker ausgebildet, ehe er zu dem Mandalorianer zurückkehrt.
- Bo-Katan Kryze (Katee Sackhoff): die Erbin des Adelshauses von Mandalore, die schon in den Klonkriegen diente, kämpft mit ihrer Splittergruppe von Mandalorianern für die Befreiung ihres Heimatplaneten, wo sie Unterstützung von Din Djarin und Grogu bekommt.

### Nebenfiguren
- Greef Karga (Carl Weathers): der Magistrat von Nevarro und ehemaliger Söldner ist zu Beginn Mittelsmann der Kopfgeldjäger-Gilde, sowie ein alter Bekannter von Din, der diesem stets mit Rat und Tat zur Seite steht.
- Cara Dune (Gina Carano): eine alte Kämpferin der Rebellion, die nun als Söldnerin unterwegs ist und Din und Grogu in zahlreichen Abenteuern Unterstützung leistet. Sie dient später der Neuen Republik als Mitglied einer Spezialeinheit.
- Moff Gideon (Giancarlo Esposito): einstiger Imperialer und Warlord, der mit den Überresten des Galaktischen Imperiums an dessen Wiedererstarken arbeitet. Er hat neben Sturmtruppen, Todestruppen und Dunkeltruppen auch eine Armee aus Klonen von sich selbst mit Elite-Rüstungen unter seinem Kommando. Gideon hat es für ein geheimes Klonprojekt auf Grogu und dessen machtsensitives Blut abgesehen. Damit hätte er beinahe geschafft machtintensive Klone der Mandalorianer zu produzieren. In der Schlacht von Mandalore trägt er selbst eine verbesserte Rüstung der Dunkeltruppen.
- Waffenschmiedin (Emily Swallow): die mysteriöse Anführerin von Din Djarins Mandalorianer-Stamm.
- Peli Motto (Amy Sedaris): eine Handwerkerin und Mechanikern von Tatooine, die Din während der Serie des Öfteren hilft und Sachen repariert.
- Boba Fett (Temuera Morrison): der geklonte Kopfgeldjäger, der einst für Jabba den Hutten arbeitete, schließt sich Din und dessen Truppe rund um die Befreiung Grogus an.
- Paz Vizsla (Jon Favreau): ein Mandalorianer, der dem gleichen Stamm wie Din angehört und mit diesem um das Dunkelschwert in einen Konkurrenzkampf geht.
- Carson Teva (Paul Sun-Hyung Lee): ein Pilot und Ordnungshüter der Neuen Republik, der oft mit Din Djarin und den Mandalorianern, sowie dem Komplott um Moff Gideon in Berührung kommt.
- Ahsoka Tano (Rosario Dawson): einst Mitglied des Jedi-Ordens und Schülerin von Anakin Skywalker, hilft sie Din mit Fragen über Grogu und dessen Jedi-Ausbildung.
- Penn Pershing (Omid Abtahi): ein imperialer Wissenschaftler, der an der Jagd nach Grogu beteiligt ist. Später ist er Teil eines Amnestie-Programms der Neuen Republik.
- Elia Kane (Katy O’Brian): eine getreue Handlangerin von Moff Gideon und Spionin, die schon unter dem Imperium diente.
- Luke Skywalker (Mark Hamill / Max Lloyd-Jones): der Jedi-Meister und Sohn von Darth Vader vernimmt den Ruf der Macht durch Grogu und nimmt diesen an sich, um ihn in den Lehren der Jedi zu unterweisen.

## Produktion

### Entstehungsgeschichte

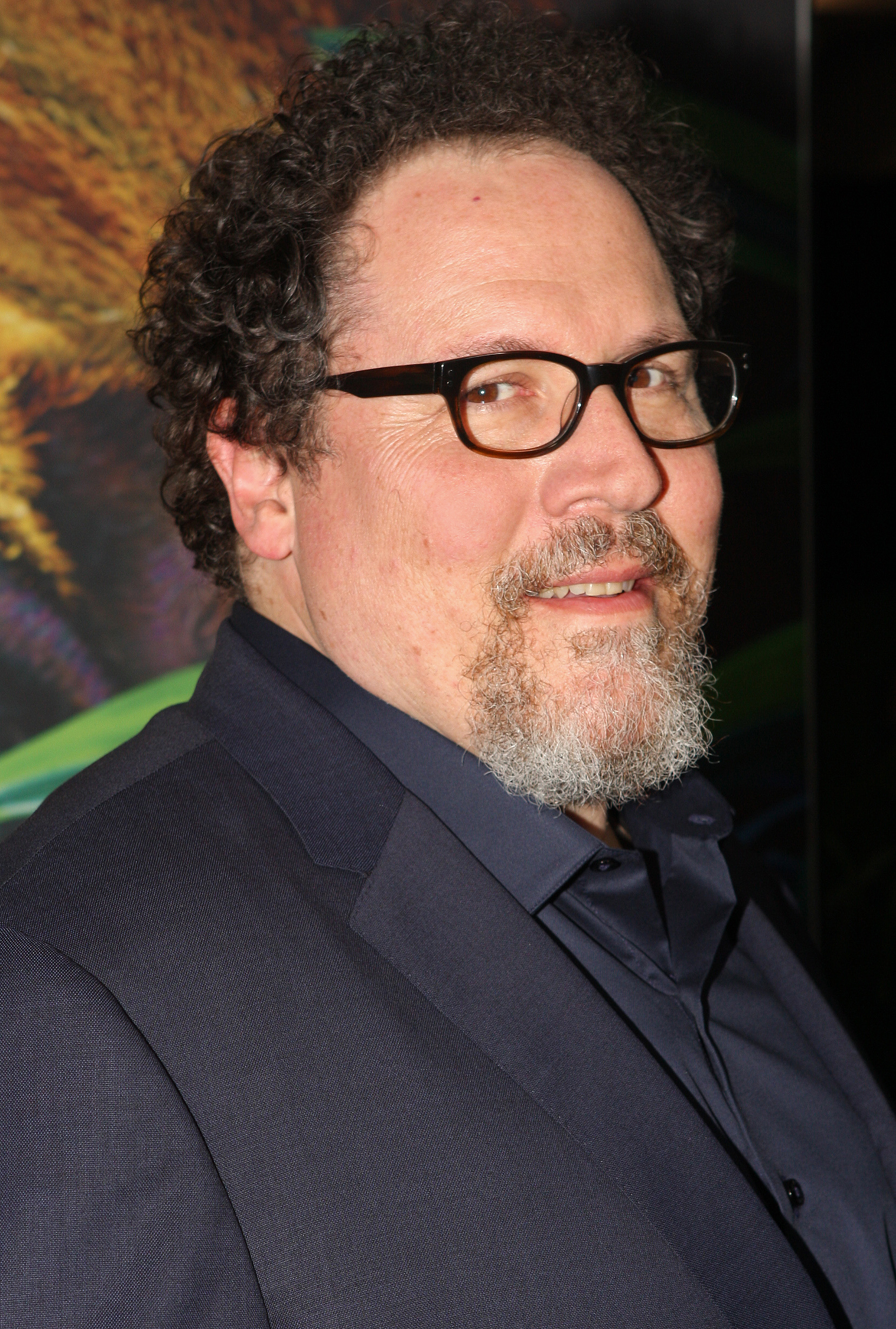
Drehbuchautor und Produzent Jon Favreau auf der Premiere seines Films The Jungle Book in Sydney 2016.

Die ersten Ideen für eine Star-Wars-Realserie hatte George Lucas im Jahr 2010. Lucas plante unter dem Arbeitstitel Star Wars: Underworld eine Serie über die Unterwelten des Planeten Coruscant, die zwischen den Filmen Star Wars: Episode III – Die Rache der Sith und Krieg der Sterne spielen sollte. Für die Serie wurden insgesamt etwa 50 fertige Drehbücher geschrieben. Die Arbeiten an weiteren Drehbüchern wurden durch den Autorenstreik der Writers Guild of America behindert. Im Januar 2012 erklärte der Produzent Rick McCallum, dass das Projekt erst in einigen Jahren weiter vorangetrieben werden solle, da die notwendigen Technologien, um die Serie innerhalb des Budgets umzusetzen, noch nicht vorhanden seien. Mit dem Verkauf von Lucasfilm an die Walt Disney Company im Jahr 2012 wurden alle zu diesem Zeitpunkt in Planung befindliche Projekte gestoppt und verworfen, da man sich auf die Entwicklung einer neuen Filmtrilogie konzentrieren wollte. Einige der Ideen und Elemente für Star Wars: Underworld wurden in anderen Star-Wars-Produktionen übernommen. Zum Beispiel wurden die ersten zwei Anthology-Filme, Rogue One und Solo, ursprünglich als Teil der Realserie konzipiert und Ideen für die Serie The Clone Wars übernommen.
Im November 2017 kündigte Disney an, dass an einer Star-Wars-Realserie gearbeitet werde. Diese hat jedoch nichts mit der damals geplanten Serie gemein. Der Regisseur Jon Favreau hatte dem leitenden Studio Lucasfilm mehrere Drehbuchentwürfe für eine eventuelle Star-Wars-Serie vorgelegt. Die Lucasfilm-Präsidentin Kathleen Kennedy schlug Favreau daraufhin vor, die Idee mit Dave Filoni, dem Executive Producer der Serien Star Wars: The Clone Wars und Star Wars Rebels, zu besprechen. Mit diesem arbeitete Favreau 2008 im Zuge der zweiten Staffel von Star Wars: The Clone Wars bereits einmal zusammen. Gemeinsam entwarfen sie damals auf der Skywalker Ranch die von Favreau gesprochene mandalorianische Figur Paz Vizsla. Für die Aufarbeitung von Favreaus Ideen kam es schlussendlich zu einem zweiten Treffen der beiden Regisseure, bei dem Favreau das Bild eines Babys derselben Art wie ihr die Figur Yoda angehört kritzelte. Aus diesem wurde im späteren Verlauf der Entwicklung die Figur Grogu. Darüber hinaus wollte Favreau den „Abschaum und die Schurkerei“ des Star-Wars-Universums nach den Ereignissen des Films Die Rückkehr der Jedi-Ritter erforschen. Nachdem er im August 2018 letztendlich als Autor und Executive Producer der Serie engagiert wurde, verbrachte er parallel zur Inszenierung von Der König der Löwen (2019) die Abende mit der Konzeption der Serie.
Für die ersten acht Folgen wurden Produktionskosten um 100 Millionen US-Dollar eingeplant. Als Regisseure für die erste Staffel wurden Dave Filoni, Taika Waititi, Deborah Chow, Rick Famuyiwa und Bryce Dallas Howard verpflichtet. Filoni wurde zudem auch als Executive Producer und Storyboard Artist verpflichtet.
Noch vor der Veröffentlichung der ersten Staffel bestätigte Jon Favreau, dass bereits am Drehbuch und der Vorproduktion einer zweiten Staffel gearbeitet werde. Die Veröffentlichung begann exklusiv auf Disney+ am 30. Oktober 2020. Die Vorproduktion und die Arbeiten am Drehbuch der dritten Staffel begannen im Frühjahr 2020.
Im Februar 2021 wurde bekannt, dass Lucasfilm die Zusammenarbeit mit einer der Hauptdarstellerinnen der Serie, Gina Carano, beendet habe. Begründet wurde dies mit von Carano getätigten Social-Media-Posts, in denen sie nach Ansicht von Lucasfilm „Menschen aufgrund ihrer kulturellen und religiösen Identität“ verunglimpft habe. In der folgenden Staffel wurde ihre Figur letztlich aus der Handlung geschrieben, und die geplante Serie mit Carano in der Hauptrolle, Rangers of the New Republic, wurde seitens des Studios auf Eis gelegt und die für die Serie konzipierten Geschichten und Handlungselemente in folgenden Episoden von The Mandalorian verarbeitet.
Serienschöpfer Favreau bestätigte bereits im Februar 2023, dass das Drehbuch zu einer vierten Staffel bereits fertig geschrieben sei und verwies darauf, dass die darin vorkommenden Ereignisse nun immer mehr mit denen der Serien Ahsoka und Skeleton Crew in eine Parallelhandlung münden würden. Die dritte Staffel von The Mandalorian wurde schließlich ab dem 1. März 2023 auf Disney+ veröffentlicht.

### Dreharbeiten und visuelle Effekte
Die Dreharbeiten der ersten Staffel begannen im Oktober 2018 in Kalifornien. Dort besuchte auch Star-Wars-Erfinder George Lucas das Set. Während der Dreharbeiten kam es zu einem Einbruch am Set in Manhattan Beach, bei dem mehrere nicht näher bezeichnete Gegenstände der Crew entwendet wurden. Die Dreharbeiten der ersten Staffel waren Ende Februar 2019 abgeschlossen. Ein Jahr nach Beginn der Dreharbeiten begannen im Oktober 2019 Arbeiten an der zweiten Staffel, für die auch Serienentwickler Jon Favreau für eine Folge die Regie übernahm. Als weitere Regisseure wurden Dave Filoni und Carl Weathers verpflichtet. Die Dreharbeiten der zweiten Staffel wurden Anfang März 2020 beendet. Die zur dritten Staffel begannen im Oktober 2021 und endeten im März 2022, nachdem die Fortführung der Serie durch die Veröffentlichung von Das Buch von Boba Fett ein Jahr pausiert wurde. Als neue Regisseure kamen mitunter Peter Ramsey, Rachel Morrison und Lee Isaac Chung hinzu.

#### StageCraft
Die visuellen Effekte werden wie schon zuvor bei allen weiteren Star-Wars-Projekten durch die von George Lucas 1975 für Krieg der Sterne gegründete Firma Industrial Light & Magic (ILM) produziert. Diese Firma nutzte (statt wie bisher Greenscreens) auf MicroLED-Technik von Sony basierende Videowände, auf denen die Umgebung bzw. der Hintergrund (das Szenenbild) abgespielt bzw. angezeigt wurde. So wurde vor den Dreharbeiten mit Schauspielern die Umgebung der eigentlichen Drehorte aufgenommen und auf Grundlage dieser Aufnahmen dann mithilfe der von Epic Games entwickelten Unreal Engine 4 ein virtueller Raum (wie in Computerspielen) aufgebaut. Diese von ILM als StageCraft getaufte Technik (alias The Volume) ermöglichte es, eine auf den jeweiligen Blickwinkel abgestimmte Aufnahme auf den LCD-Wänden angezeigt zu bekommen. Ein Nebeneffekt ist, dass es den Schauspielern hilft, sich in Szenen besser hineinzuversetzen. Zudem reduziert sich der Aufwand und die Kosten der Logistik, die entstanden wären, hätte der Dreh nicht in den Studios stattgefunden.

### Musik
Für die Musik der ersten zwei Staffeln der Serie zeichnet der schwedische Komponist und Musikproduzent Ludwig Göransson verantwortlich, der zuvor unter anderem mit den Filmmusiken zu Creed – Rocky’s Legacy, Creed II – Rocky’s Legacy und Black Panther, für dessen Filmmusik er mit einem Oscar ausgezeichnet wurde, internationale Bekanntheit erreichen konnte. Für jede Folge wurde ein jeweils etwa 20–30 Minuten langer Soundtrack veröffentlicht. Ab Staffel 3 übernahm für Göransson der Komponist Joseph Shirley, der bereits die Musik zur Ablegerserie Das Buch von Boba Fett, sowie bereits zusätzliche Musikstücke zu The Mandalorian beigesteuert hatte. Die etablierte Titelmelodie von Ludwig Göransson verblieb jedoch weiterhin als fester Bestandteil der Folgen.

### Disney Galerie / Star Wars: The Mandalorian
Am Star Wars Day 2020 (4. Mai) startete auf Disney+ die Dokumentarserie Disney Galerie / Star Wars: The Mandalorian. Die vorerst acht Episoden lange Serie thematisiert die Entstehung und das Making-of von The Mandalorian. Jon Favreau führt mit Interviews, Video und Diskussionsrunden durch die einzelnen Episoden. Die weiteren sieben Episoden wurden wöchentlich freitags veröffentlicht. Für die zweite und dritte Staffel von The Mandalorian erschienen am 25. Dezember 2020 und am 28. Juni 2023 jeweils ein einstündiges Special.

## Episoden und Staffeln

### Staffel 1
Die Handlung setzt fünf Jahre nach der Schlacht von Endor während der Ära der Neuen Republik an, in der es in der Galaxis trotz des Sieges der Rebellenallianz über das Galaktische Imperium immer noch vereinzelt Imperiale gibt, die sich in Kleingruppen organisieren und weiterhin unter dem bereits gefallenen Banner des Imperiums kämpfen. In diesen teils gesetzlosen Zeiten folgt die Handlung dem mandalorianischen Kopfgeldjäger Din Djarin, der im Auftrag seiner Gilde mit seinem Schiff, der Razor Crest, auf zahlreichen Planeten skrupellos, aber gewissenhaft sein Handwerk ausübt. Din wurde als Kind von den Mandalorianern der Death Watch als Findelkind gefunden und aufgenommen, nachdem seine Eltern von Kampfdroiden der Separatisten getötet worden waren. Seitdem lebt er strikt nach dem Kodex seines Clans, der es ihm unter anderem nicht gestattet, seinen Helm vor anderen Lebewesen abzunehmen, um sein Gesicht zu zeigen.
Die Staffel beginnt damit, dass der Mandalorianer von einem mysteriösen Auftraggeber des Restimperiums angeheuert wird, auf einem Stützpunkt auf dem Planeten Arvala-7 ein unbekanntes Zielobjekt zu bergen und den Imperialen auszuliefern. Als der Mandalorianer dieses findet, entdeckt er, dass es sich bei diesem so begehrten Ziel des Imperiums um ein Kind, namens Grogu handelt, welches derselben Spezies des einst legendären Jedi-Meisters Yoda angehört. Vorerst liefert Din Djarin das Kind, wie geplant, an die Imperialen aus, befreit dieses jedoch kurz darauf wieder, als er erfährt, dass das Imperium grausame Experimente an dem Kind vorhat. Fortan begleitet Grogu den Mandalorianer auf seinen Abenteuern, während sie jedoch ins Radar der Imperialen geraten sind, die nun unbarmherzig Jagd auf sie machen. Im Laufe ihrer Reisen bemerkt Din, dass Grogu die Macht nutzen kann, was das Interesse der Imperialen an ihm erklärt.
Als Gejagte suchen Din und Grogu zunächst Unterschlupf in einem abgelegenen Dorf des Planeten Sorgan, wo der Mandalorianer den Dorfbewohnern bei einem Angriff von Plünderern zur Seite steht. Zunächst hat er vor, Grogu ein sicheres Leben zu ermöglichen und bei den Dorfbewohnern zu lassen, nimmt ihn jedoch wieder mit sich, als das Kind auf Sorgan von Kopfgeldjägern der Gilde angegriffen wird. In weiteren Episoden der Serie erledigt der Mandalorianer einige Nebenjobs, als er beispielsweise einer kriminellen Bande dabei hilft, einen ihrer Kameraden aus einem Gefängnistransporter der Republik zu befreien, wobei Din erstmal ins Visier der Gesetzeshüter der Neuen Republik gerät.
Später wird Din von dem Gildenführer Greef Karga auf den Planeten Nevarro berufen, der ihm das Angebot macht, die Verfolgung durch die Gilde zu beenden, wenn der Mandalorianer dafür den imperialen Auftraggeber eliminiert. Din weiß nicht, dass Karga dies zunächst als Falle für den Mandalorianer plant. Diesen Komplott gibt der aber auf, nachdem Karga verletzt und lebensbedrohlich vergiftet wird, woraufhin ihn Grogu mit der Macht heilt und ihm somit das Leben rettet. Der Mandalorianer konfrontiert schließlich den Auftraggeber, wobei ihm jedoch die Restimperialen unter der Führung des imperialen Moffs Gideon zuvorkommen, den Auftraggeber töten und dessen Wirkungsstätte umzingeln. Gideon war in seinem Dienst für das Imperium unter anderem für den Völkermord an den Mandalorianern verantwortlich. Zwischenzeitlich gelingt es den Imperialen schließlich auch, Grogu in ihre Gewalt zu bekommen. Mithilfe von Greef Karga, der Söldnerin Cara Dune, sowie dem Attentäter-Droiden IG-11, wird Grogu wieder befreit, und die Gruppe muss vor den Imperialen fliehen, wobei Din Djarin schwer verwundet wird. Ihre Flucht führt sie in ein unterirdisch angelegtes Lager auf Nevarro, in dem – versteckt vor dem Imperium – eine Gruppe Mandalorianer leben, die die Gruppe jedoch zum Großteil von den Imperialen abgeschlachtet vorfindet. Din schickt die anderen vor, weil er glaubt es nicht zu schaffen. IG-11 bleibt bei ihm und heilt die Verletzungen des Mandalorianers, nachdem dieser dafür erstmals widerwillig seinen Helm abzieht, damit jedoch nicht den Kodex bricht, da es sich bei dem Droiden um kein Lebewesen handelt, und sie schließen zu den anderen auf. Um seinen Begleitern die weitere Flucht zu ermöglichen, aktiviert IG-11 wenig später seine Selbstzerstörung, um eine Überzahl an Angreifern mit in den Tod zu reißen. Kurz darauf werden sie von Moff Gideon in einem TIE-Jäger angegriffen, woraufhin ein Duell zwischen ihm und Din Djarin, der inzwischen mit einem Raketenrucksack ausgestattet ist, entbricht, dem es gelingt, Gideon in seinem Jäger zum Absturz zu bringen, woraufhin er zunächst für tot gehalten wird.
Der Mandalorianer verabschiedet sich von Greef Karga und Cara Dune, die sich vorgenommen haben, mit dem Sieg über die Imperialen auf Nevarro auf dem Planeten zu bleiben, um dort eine lebenswerte Siedlung zu gründen. Gemeinsam mit Grogu bricht Din Djarin nun auf, um seinen Begleiter zu einem Jedi zu bringen, die er für Grogus Spezies hält. In der letzten Szene wird enthüllt, dass Gideon den Absturz überlebt hat, und sich mithilfe des mandalorianischen Dunkelschwerts, der traditionellen Waffe der Mandalorianer, freischneiden kann. Jenes alte Schwert spricht dem Träger der Waffe Herrschaftsanspruch auf den Thron des Planeten Mandalore zu.

### Staffel 2

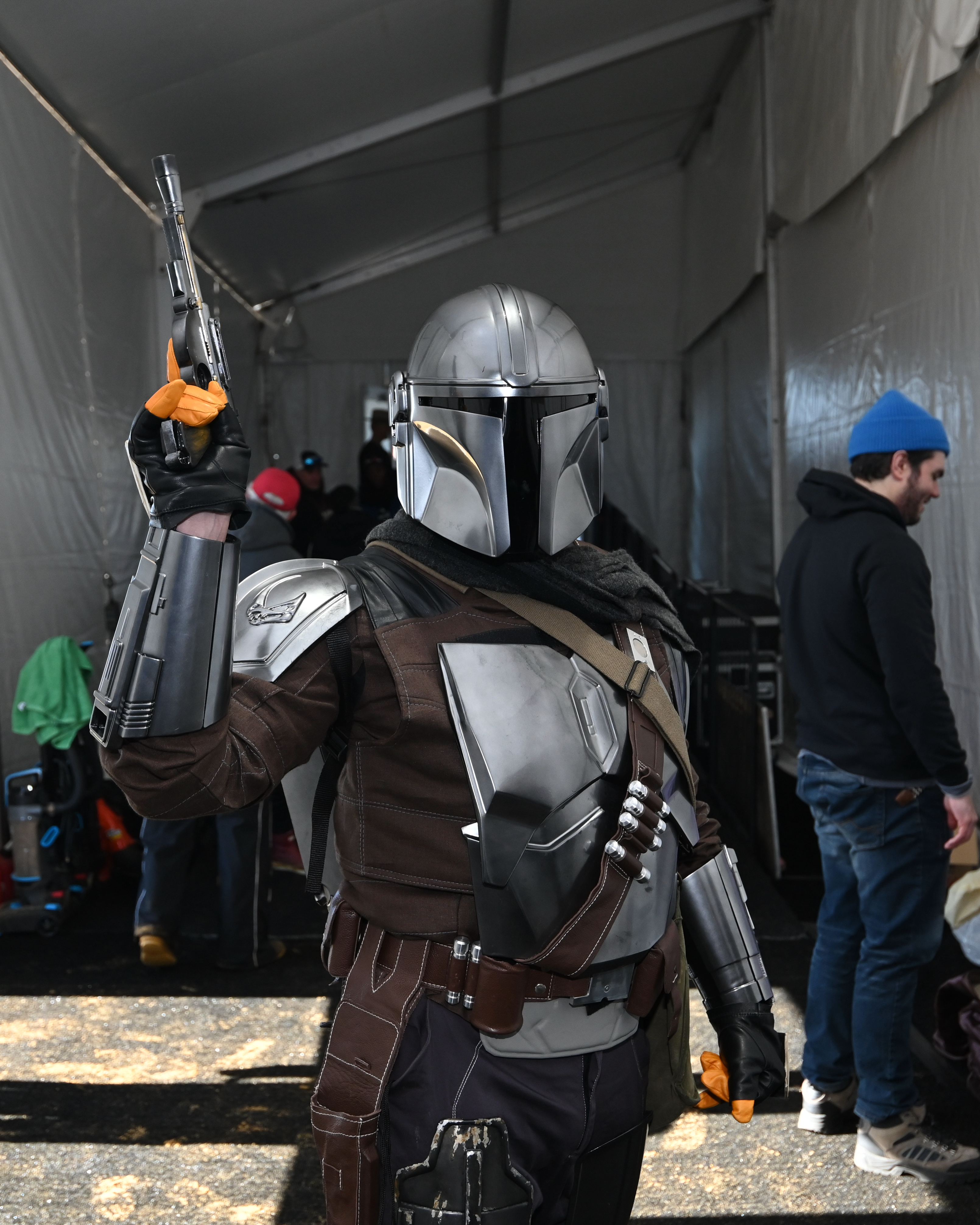
Din Djarin Cosplay

Auf seiner Suche nach den Jedi, um Grogu wieder mit seinesgleichen zu vereinen, verschlägt es Din Djarin und seinen kleinen Begleiter zunächst nach Tatooine, wo sich laut mehrerer Gerüchte andere überlebende Mandalorianer aufhalten sollen. Als sie in dem Dorf Mos Pelgo eintreffen, lernen sie den Marschall Cobb Vanth kennen, bei dem es sich um den vermeintlichen Mandalorianer handelt – dieser trägt jedoch lediglich die mandalorianische Beskar-Rüstung des ehemaligen Kopfgeldjägers Boba Fett, die sich Vanth kurz nach der Zerstörung des zweiten Todessterns aneignete, als ein verbrecherisches Kollektiv sich gegen ihn und sein Dorf richtete. Ihm hilft Din gemeinsam mit den einheimischen Tusken-Räubern von Tatooine bei der Erlegung eines Krayt-Drachen, wofür er als Gegenleistung Boba Fetts Rüstung bekommt. Bei ihrer Abfahrt von Mos Pelgo bemerken sie nicht, dass der überlebende Boba Fett sie aus der Ferne beobachtet.
Nachdem Din für einen kleinen Nebenverdienst eine brütende Mutter mit ihren Eiern auf einen Planeten chauffiert, und dabei erneut mit der Neuen Republik aneinandergerät, treffen er und Grogu auf dem Wassermond Trask auf Bo-Katan Kryze und einige weitere Mandalorianer, die sich im Kampf gegen die Restimperialen befinden. Entgegen der Kenntnis von Din leben Bo-Katan und ihr Clan nicht nach dem Kodex der Watch und nehmen ihre Helme vor ihm ab. Von ihr bekommt der Mandalorianer den Tipp, auf dem Planeten Corvus nach der ehemaligen Jedi-Ritterin Ahsoka Tano zu suchen, um dort Grogu in sichere Obhut zu geben.
Bevor er sich nach Corvus begibt, stattet Din der inzwischen neu aufgebauten Stadt von Greef Karga und Cara Dune auf Nevarro einen Besuch ab. Karga ist inzwischen Magistrat der neuen Siedlung und Cara Dune hat den Posten des Stadtmarschalls eingenommen. Ihnen hilft der Mandalorianer bei der Zerstörung einer naheliegenden Basis des Imperiums auf Nevarro. Bei der Infiltration des Stützpunktes machen sie jedoch eine unerwartete Entdeckung, als sie in einem Labor geklonte Körper in einem Wassertank entdecken, sowie Wissenschaftler, die ihre Arbeit offenbar vertuschen zu versuchen. Sie finden eine Nachricht von Moff Gideon an den Wissenschaftler Dr. Pershing, in der davon die Rede ist, dass Grogu und dessen Blut eine wichtige Rolle bei diesem geheimen Experiment spielen, weshalb dieser auch nach wie vor ein begehrtes Zielobjekt für sie ist. Durch diese Nachricht erfährt Din auch erstmals, dass Gideon seinen Absturz mit dem Jäger überlebt hat.
Nachdem sie die Basis erfolgreich dem Erdboden gleichgemacht haben, begibt Din sich mit Grogu nach Corvus in die Stadt Calodan. Dort herrscht eine finstere Magistratin über die Bürger der Stadt und unterdrückt diese mit einem paramilitärischen Regime. Die Magistratin Elsbeth ist ebenso wie der Mandalorianer auf der Suche nach Ahsoka Tano, die als ihre Gegnerin bereits stadtbekannt ist. Elsbeth heuert Din an, Ahsoka zu eliminieren und bietet ihm als Bezahlung einen Speer aus purem Beskar an. Im Wald von Calodan trifft Din schließlich auf Ahsoka, mit der er ins Gespräch kommt, als er zu erkennen gibt, von Bo-Katan Kryze geschickt worden zu sein, die an der Seite von Ahsoka in den Klonkriegen diente. Sie nimmt telepathisch Kontakt zu Grogu auf, wobei man erstmals seinen Namen erfährt, sowie dessen Hintergrundgeschichte als Jedi-Jüngling, der die Order 66 – der von Imperator Palpatine angeordneten Vernichtung aller Jedi – im Tempel von Coruscant überlebte. Aus Angst, Grogu könne dasselbe wie einst ihrem Meister Anakin Skywalker, der später zu Darth Vader wurde, passieren, verweigert Ahsoka, das Kind in den Lehren der Macht auszubilden und rät Din Djarin stattdessen, auf Tython Kontakt zu anderen Jedi aufzunehmen. Im Gegenzug für Ahsokas Unterstützung hilft Din ihr dabei, Calodan von der Schreckensherrschaft der Magistratin zu befreien. In einem Kampf zwischen Ahsoka und Elsbeth offenbart sich, dass diese eine Vertraute des verschollenen Großadmirals Thrawns ist (auf dessen Suche sich Ahsoka seit den Ereignissen aus Star Wars Rebels befindet). Bei ihrer Verabschiedung übergibt Ahsoka Din den Beskar-Speer, den sie der Magistratin im Kampf abgenommen hat.
Auf dem Planeten Tython suchen Din und Grogu schließlich – wie Ahsoka ihnen geraten hat – den singenden Stein, einen alten Ort der Jedi auf, von dem aus Grogu damit beginnt, andere Jedi in der Galaxis zu kontaktieren. Jedoch trifft kurz darauf unerwartet Boba Fett auf dem Planeten ein, der sich seine Rüstung zurückholen will, die Din von Vanth auf Tatooine bekam. Als aber auch die Imperialen nur kurze Zeit später aufkreuzen, verbünden sich Boba Fett und seine Handlangerin Fennec Shand mit Din Djarin, und ein wilder Kampf gegen die imperialen Sturmtruppen beginnt, bei dem sich Fett wieder mit voller Montur ausrüstet. Jedoch ist das Ganze ein Ablenkungsmanöver, und den Dunkeltruppen – mechanischen Elite-Soldaten des Imperiums – gelingt es im Auftrag Moff Gideons, Grogu zu entführen, nachdem dessen Sternenzerstörer die Razor Crest zerstören kann. Boba Fett und Fennec Shand bieten Din ihre Hilfe bei der Befreiung des Kindes an und begleiten ihn zurück nach Nevarro.
Um Grogu aus den Fängen des Imperiums zu befreien, schmiedet Din gemeinsam mit Boba Fett, Fennec sowie Cara Dune einen Plan. Dafür holen sie den Häftling Migs Mayfeld zur Unterstützung aus dem Arbeitslager, in welches er inhaftiert wurde, als er sich an der Infiltration des Gefängnistransporters aus Staffel 1 beteiligte. Mit ihm begibt sich die Truppe auf eine imperiale Raffinerie auf den Planeten Morak, wo sie Zugriff zu einem Terminal erhalten müssen, um den Aufenthaltsort von Gideons Sternenzerstörer herauszufinden. Bei der verdeckten Einschleusung in die Basis tarnen sich Din und Migs mit imperialen Rüstungen. Als Din am Terminal angekommen ist, nimmt er erstmals vor anderen Menschen seinen Helm ab, da für die gewünschten Daten ein Gesichts-Scan erforderlich ist. In diesem für Din ohnehin heiklen Moment geraten er und Migs in den Fokus des imperialen Offiziers Valin Hess, den Migs noch aus seinen Zeiten als imperialer Soldat kennt. Als Hess die Gräueltaten des Imperiums im Krieg verherrlicht, erschießt ihn Migs, bei dem traumatische Erinnerungen geweckt wurden, im Affekt, woraufhin er und Din unter Beschuss geraten. Jedoch gelingt ihnen mithilfe von Boba, Fennec und Cara die Flucht sowie die Zerstörung der Raffinerie. Migs Mayfeld wird für seine Hilfe von Marshall Dune freigelassen.
Als Vorbereitung für die Rettungsmission entführen Din und seine Begleiter den imperialen Wissenschaftler Dr. Pershing, um von diesem zu erfahren, wo sich Grogu auf Gideons Schiff aufhält. Als weitere Unterstützung rekrutieren Din und Boba Fett Bo-Katan und ihre Gruppe an Mandalorianern. Dabei gerät Boba mit ihr zunächst aneinander, da diese erkennt, dass er kein echter Mandalorianer, sondern „nur“ ein Klon ist. Schließlich beginnt die Mission, und die Crew – bis auf Boba, der für ein Ablenkungsmanöver zuständig ist – gelangt auf Moff Gideons Sternenzerstörer. Din Djarin stellt sich mit seinem Beskar-Speer gegen Moff Gideon, der nach wie vor das Dunkelschwert führt. Ihm gelingt es, Grogu mit sich zu nehmen, Gideon zu überwältigen und das Dunkelschwert an sich zu nehmen. Dies bringt ihn jedoch in einen Konflikt mit Bo-Katan, da Din durch seinen ehrlichen Sieg über Gideon nun traditionsgemäß – jedoch unwissentlich – zum Thronerben Mandalores geworden ist und Bo-Katan den Thron nun nur für sich beanspruchen kann, wenn sie Din ebenfalls im Kampf besiegt. Sie werden jedoch von den imperialen Dunkeltruppen gestört, die nun versuchen, sich Zugang zu der Brücke des Schiffes, in der die Gruppe jetzt eingekesselt ist, zu verschaffen. Zur Rettung in letzter Sekunde erscheint urplötzlich der Jedi-Meister Luke Skywalker mit seinem X-Flügler auf dem Schiff, der den Ruf Grogus auf Tython vernommen hat. Luke besiegt die Dunkeltruppen und nimmt Grogu mit sich, um diesen in den Lehren der Jedi zu unterweisen. Bei ihrer Verabschiedung zeigt Din Djarin dem kleinen Grogu zum ersten Mal sein Gesicht und nimmt entgegen seinem Dogma den Helm ab.
In einer abschließenden Post-Credit-Szene erscheinen Boba Fett und Fennec Shand im Palast des verstorbenen Verbrecherlords Jabba des Hutten auf Tatooine. Inzwischen hat dessen Majordomus Bib Fortuna den Posten seines alten Gebieters eingenommen. Boba tötet Fortuna und kürt sich zum neuen Herrscher über Jabbas ehemaliges kriminelles Imperium. Die Handlung dieser Szene wird nahezu nahtlos in der Serie Das Buch von Boba Fett fortgeführt, die auch den Handlungsstrang von Din Djarin nach den Ereignissen aus dem letzten Staffelfinale weiter erzählt.

### Staffel 3
Die Handlung setzt nach den Ereignissen aus der letzten Episode von Das Buch von Boba Fett (Kapitel 7: Für die Ehre) an. Din Djarin begibt sich mit seinem neu erworbenen Sternenjäger aus der Hand der Mechanikerin Peli Motto, in die geheime Enklave seines Mandalorianer-Stamms, der sich seit der Vertreibung aus seinem alten Unterschlupf in Nevarro dort versteckt hält. Grogu, der seine Jedi-Ausbildung unter Luke Skywalker für ein Leben als mandalorianisches Findelkind bei seinem Adoptivvater abbrach, ist wieder an Dins Seite zurückgekehrt. In der mandalorianischen Enklave wird Din Zeuge, wie eine ominöse Kreatur das Aufnahme-Ritual des jungen Ragnar Vizsla – Sohn von Paz Vizsla – in den mandalorianischen Kult, unterbricht und die Anwesenden angreift. In letzter Minute kann Din das feindliche Monster mit Hilfe seines neuen Sternenjägers besiegen und trifft sich zu einer Audienz mit der Waffenmeisterin, der er erneut sein Anliegen schildert, sich von dem Verstoß gegen den Kodex reinzuwaschen, da er während Grogus Verabschiedung sein Gesicht offenbarte und den Helm abnahm. Nur ein Bad in den heiligen Quellen in den Minen von Mandalore kann diese Sünde wieder reinwaschen. Dabei warnt die Waffenmeisterin Din über die vermeintlich stark verseuchte Oberfläche des Planeten durch die massive Bombardierung des Galaktischen Imperiums. Um seinen Vorsatz umzusetzen und damit den Titel des Mandalorianers wiederzuerlangen, stattet Din mit Grogu der neu besiedelten Stadt in Nevarro einen Besuch ab, in der Greef Karga als hoher Magistrat die neu bevölkerte und prosperierende Siedlung verwaltet. Dort will Din sich den – in Staffel 1 den Heldentod gestorben – Droiden IG-11 von ansässigen anzellanischen Droidenschmieden wieder reparieren lassen, um diesen als begleitenden Erkundungsdroiden zur Auskundschaftung der Minen und toxischen Atmosphäre auf Mandalore mitzunehmen. Für dieses Unterfangen fehlt den Mechanikern jedoch ein entscheidendes Bauteil. Dieser Plan wird vorerst auf Eis gelegt, bis Din das fehlende Gedächtnismodul beschaffen kann. Vor ihrer Abreise werden sie gemeinsam zum hiesigen Schulgebäude gerufen, das einst eine Kneipe und Ort für zwielichtige Geschäfte war. Die plötzlich eingetroffenen Piraten beanspruchen die ehemalige Kneipe für sich, woraufhin beide Parteien schließlich vor der Schule aneinandergeraten. Din interveniert und tötet im Gefecht mehrere Piraten – macht sich dadurch die mächtige Piratenbande zum Feind. In Pelis Werkstatt auf Tatooine versucht Din sein Glück, bei ihr die nötigen Bauteile zur Reparatur des Droiden zu bekommen. Stattdessen verkauft die Mechanikerin ihm den Astromechdroiden R5-D4, mit dessen Geleit Din und Grogu die Reise in die mandalorianischen Minen antreten. Dort angekommen erfahren sie von ihrem neuen Begleiter, dass die Atmosphäre des Planeten, anders als zunächst angenommen, nicht verseucht, sondern für Lebewesen unbedenklich ist. Unter der einstigen Stadt in den unterirdischen Minen wird Din von einer mysteriösen Cyborg-Kreatur gefangen genommen, woraufhin Grogu zum Planeten Kalevala aufbricht und Bo-Katan Kryzes auf ihrer dort ansässigen Festung zur Hilfe holt. Bo-Katan befreit Din aus den Fängen der Kreatur und besiegt sie mit dem mandalorianischen Dunkelschwert, was sie zum neuen rechtmäßigen Besitzer der Waffe macht, was Bo-Katan zu diesem Zeitpunkt noch nicht bewusst ist. Schließlich badet Din in den heiligen Quellen von Mandalore, um sich von seinen Sünden reinzuwaschen. Als er droht in den Tiefen der Quelle zu ertrinken, wird er erneut von Bo-Katan gerettet, die Unterwasser einen leibhaftigen Mythosaurier entdeckt, das bis dahin als ausgestorben geglaubte Wappentier der Mandalorianer. Auf der Rückkehr nach Kalevala zur Festung des Hauses Kryze wird die gesamte Anlage unerwartet von imperialen Bombern dem Erdboden gleichgemacht. Nach diesem Ereignis begleitet Bo-Katan Din und Grogu zurück in die mandalorianische Enklave. Dort beginnt Din Grogu mehr und mehr in der Kultur und Kampfkunst der Mandalorianer zu unterrichten. Grogu ist noch immer von den traumatischen Erinnerungen in der Nacht der Order 66 geplagt, wo er als Jüngling Zeuge der Erstürmung des Jedi-Tempels durch die Klonkrieger des Imperators wurde. Erstmals erinnert sich Grogu, dass Jedi-Meister Kelleran Beq ihn aus dem Tempel der Jedi-Ritter rettete und in Sicherheit brachte. Innerhalb des Stammes, in dem es immer wieder interne Differenzen zwischen den Kriegern gibt, verschaffen sich Din und Bo-Katan durch die Rettung Ragnar Viszlas aus den Klauen eines Raubvogels Ansehen in der Gemeinschaft, insbesondere bei Paz Vizsla, dem Vater des Jungen.
In einer Parallelhandlung begleitet die Story auf Coruscant den ehemals imperialen Wissenschaftler Dr. Pershing, der einst für den geheimnisvollen Auftraggeber (Staffel 1) und später für Moff Gideons geplante Gen-Experimente, Grogu gefangen nehmen ließ (Staffel 2). Pershing ist inzwischen in ein Resozialisierungsprogramm der Regierung der Neuen Republik aufgenommen worden, wo er als ehemaliger Imperialer wieder in die Gesellschaft integriert werden soll. Während des sogenannten Amnestie-Programms trifft er auf die einstige imperiale Offizierin Elia Kane, die mitunter an Bord von Gideons Kreuzer diente und sich allmählich Pershing zum Freund macht. Kane spielt jedoch ein falsches Spiel und arbeitet nach wie vor für Moff Gideon und dessen unheilvollen Pläne. Sie bringt den Doktor durch gutes Zureden dazu, seine Klonforschung, die er einst im Imperium begann, im Sinne des neuen politischen Systems wieder aufzunehmen – stellt ihm aber eine Falle und lässt ihn von der Neuen Republik verhaften. Zur Korrektur seines Verhaltens wird Pershing mit einer speziellen Apparatur behandelt, die jedoch letztlich sein gesamtes Gedächtnis ausradiert, da Kane die Maschine manipuliert, um das Wissen des Doktors über Gideons geheime Machenschaften zu vertuschen.
Auf Nevarro häufen sich die Bedrohungen für Kargas Stadt. Jählings wird sie erneut von der rachsüchtigen Piratenbande unter der Führung Gorian Shards heimgesucht und angegriffen. Trotz seines Ziels, Nevarro als unabhängiges System in der Neuen Republik zu etablieren, kontaktiert Karga in seiner Verzweiflung den republikanischen Kampfpiloten Carson Teva und seine Fliegerstaffel und bittet Unterstützung im Kampf gegen Shards Vasallen. Jedoch lehnen die Vorgesetzten Tevas in Coruscant Kargas Hilfegesuch ab und Teva entschließt sich, die Mandalorianer in deren geheimen Enklave aufzusuchen, welche er mit Hilfe des Astromech-Droiden R5 auffinden konnte, da er einstiger Navigator und Kampfgefährte Tevas war. In der Enklave bittet Teva Din Djarin und dessen Kriegerklan um Hilfe bei der Verteidigung Nevarros. Nach anfänglichem Zögern seiner Mitstreiter gelingt es Din schließlich, die Mandalorianer zu überzeugen. Auf Nevarro gelingt den Verteidigern schließlich, die Piraten zu besiegen und Gorian Shard zu töten. Für ihre Hilfe in der Schlacht überlässt Karga als der hohe Magistrat Nevarros den Mandalorianern ein eigenes Gebiet auf dem Planeten. Daraufhin verlassen diese ihr Versteck in der Enklave, um sich in Nevarro niederzulassen. Unterdessen berichtet Bo-Katan der Waffenmeisterin von ihrer Begegnung mit dem Mythosaurier, was diese als ein offenbarendes Omen interpretiert und in Bo-Katan die lang ersehnte mögliche Auserwählte sieht, die alle Stämme ihres Volkes wieder vereinen kann. Die Waffenmeisterin erlaubt ihr ihren Helm abzunehmen, da sie beide Welten der Stammeskulturen kennt und folgen soll, um so zum Bindeglied und einigenden Symbol aller Mandalorianer zu werden. So bricht Bo-Katan mit Din Djarin und Grogu nach Plazier-15 auf, um dort ihre alten Gefolgsleute samt der Hauptflotte – darunter auch Moff Gideons ehemaligem imperialen Kreuzer – wieder unter sich zu vereinen. Unter der Führung von Axe Wolves dienen sie als Söldner zum Schutz der royalen Herrscher auf Plazier-15. Auf dem Planeten angekommen werden Din, Grogu und Bo-Katan zunächst zu einer Audienz mit den Herrschenden von Plazier-15 – die Herzogin und ihrem Ehemann Captain Bombardier – gebracht. Im Auftrag des Herzogen-Paars decken Din und Bo-Katan eine Intrige des Planeten auf und überführen den geheimen Alt-Separatisten Kommissar Helgait, welcher durch gezielte Manipulation umprogrammierte Kampfdroiden aus Zeiten der Klonkriege für den zivilen Gebrauch zu ihrer ursprünglichen Funktion als Soldaten zurückbrachte, um so Chaos zu stiften. Nachdem die Herzogin Helgait für seine Tat in die Verbannung schickt und sie Grogu zum Ritter schlägt, treffen Din und Bo-Katan schließlich auf Axe Wolves und seine Anhänger. Wolves fordert Bo-Katan zu einem Zweikampf heraus und Bo-Katan gewinnt. Din Djarin gesteht vor allen Versammelten, dass Bo-Katan durch ihre Rettungsaktion auf Mandalore und den Sieg gegenüber dem Cyborg letztlich die wahre Besitzerin des Dunkelschwerts ist und übergibt die traditionelle Waffe des Anführers von Mandalore der neuen rechtmäßigen Eigentümerin.
Auf Mandalore gipfeln sich die Ereignisse schließlich; Bo-Katan stellt mit Din Djarin eine Einheit Mandalorianer zusammen, um sich Mandalore zurückzuerobern – unwissend darüber, dass es Moff Gideon inzwischen mit Hilfe einer neuen Generation seiner Dunkeltruppen gelungen ist, dem Kriegsgericht der Neuen Republik zu entgehen und nach Mandalore zu fliehen, wo er eine geheime Basis errichtet hat und als Teil des Schattenrats, dem auch ehemalige hochrangige Imperiale, wie Brendol Hux und Gilad Pellaeon angehören, an einem Wiedererstarken des Imperiums arbeitet, wo mitunter auch während einer Konferenz über geheime Klonexperimente und die Rückkehr von Großadmiral Thrawn beratschlagt wird. Ebenso erfährt man, dass Elia Kane bei all ihren Aktivitäten für die Neue Republik stets im Auftrag Gideons handelte und Dr. Pershing als mögliche Gefahr für die Pläne ihres Gebieters außer Gefecht setzte, sowie, dass die Piraten unter Gorian Shard in seinem Auftrag den Angriff auf Nevarro starteten. In seinem neuen Wirkungsbereich arbeitet Gideon auch an einer geheimen Armee, die die Fähigkeiten von Jedi, Klonen und Mandalorianern in einem Vorzeigebild eines Soldaten vereinen sollen. Unterdessen hat Grogu von Greef Karga, der die Hülle von IG-11 zum Modell IG-12 umfunktionieren ließ, ein eigenes Fortbewegungs-Vehikel bekommen, das er nun eigenhändig steuern kann und ihm schnellere Fortbewegung ermöglicht, sowie sich anhand von Ja-und-Nein-Botschaften mitzuteilen. Auf ihrer Suche nach der alten mandalorianischen Schmiede werden die Mandalorianer während ihrer Erkundung der Minen von den neuen Dunkeltruppen Moff Gideons in einen Hinterhalt gelockt und von diesen in die Enge getrieben. Din wird von Gideon, der sich inzwischen eine eigene Beskar-Rüstung zu eigen gemacht hat, gefangen genommen, während Bo-Katan und ihr Gefolge – darunter unterdessen auch ein Stamm Mandalorianer, die ihre Heimatwelt nach der Verwüstung durch das Imperium nie verließen – sich mit zahlreichen Verlusten die Flucht aus der geheimen Basis erkämpfen muss. Unter diesen Verlusten ist auch Paz Vizsla, der sich für seinen Stamm opfert und diesem die Flucht ermöglicht, als er den alleinigen Kampf gegen die Dunkeltruppen aufnimmt, den er sogar für sich entscheiden kann, ehe Gideons Prätorianergarde auf dem Schlachtfeld erscheint und Vizsla erbarmungslos tötet. Mit Hilfe von Grogu entkommt Din den Dunkeltruppen und begibt sich auf die Suche nach Gideon, mit dem Plan, diesen ein für alle Mal zu vernichten. In dessen Räumlichkeiten entdecken sie die geheimen Tanks von Klonexperimenten, wo erstmals enthüllt wird, dass es Moff Gideons Plan war, machtsensitive Klone seiner selbst zu erschaffen. Din öffnet die Tanks und macht die Klone somit unschädlich. Auf der Oberfläche des Planeten und innerhalb der Basis entbrennt unterdessen ein wildes Gefecht zwischen den Mandalorianern und den Dunkeltruppen. Axe Wolves kehrt auf sein Flaggschiff zurück und beginnt, dieses auf den imperialen Stützpunkt zu steuern. Im Inneren der Basis stellen Din und Bo-Katan sich schließlich Moff Gideon im Kampf, wobei dieser wieder Unterstützung seiner Prätorianer bekommt. Grogu interveniert jedoch ebenso im Kampf und mit Hilfe der Macht gelingt es ihm, Din zu ermöglichen, die Wachen zu besiegen. Im Duell gegen Bo-Katan zerstört Gideon das Dunkelschwert. Als der Kreuzer letztlich die Basis erreicht und zerstört, wird Moff Gideon augenscheinlich von der gewaltigen Explosion getötet, wobei Grogu sich sowie Din und Bo-Katan mit der Macht vor dem Feuerball retten kann. Als die Schlacht für die Mandalorianer gewonnen ist, setzen diese die Große Schmiede im Herzen ihrer Heimatwelt wieder in Betrieb und feiern dies in einer traditionellen Zeremonie. Din Djarin adoptiert Grogu offiziell und dieser nimmt von nun den formellen Namen Din Grogu an. Mit seinem Sohn und Schüler begibt Din sich schließlich zum Stützpunkt der Piloten der Neuen Republik, wo er Carson Teva nach einer ehrlichen Auftragsarbeit bittet. Im Stützpunkt findet Grogu durch Zufall die nötigen Teile für die Reparatur von IG-11, dessen Gestell während des Kampfes gegen die Prätorianergarde zerstört wurde. Auf Nevarro lässt Din den Droiden schließlich wieder zusammenbauen, woraufhin er von Karga als neuer Stadtmarschall eingesetzt wird. Dem Versprechen von Karga folgend, zieht Din sich mit Grogu in eine eigene Hütte auf Nevarro zurück, um dort vor dem Aufbruch zu neuen Abenteuern ein friedliches Leben zu genießen.

## Genre und Referenzen
Für Andreas Borcholte vom Wochenmagazin Der Spiegel ist der Protagonist „der klassische Fremde ohne Namen, den Clint Eastwood einst als Spaghetti-Western-Ikone etablierte. Allein der Showdown der ersten Folge, ein Shootout in einem mexikanisch anmutenden Dorf, ist eine einzige, grandiose Hommage an Spätwestern wie The Wild Bunch und Butch Cassidy And The Sundance Kid – mit einem Kopfgeldjäger-Droiden (Taika Waititi) als Paul-Newman-Ersatz. Der weniger epische als sinistere Soundtrack von Ludwig Göransson zitiert dazu lustvoll Morricone-Themen.“ Zudem seien „Samurai-Motive aus Fernost, Elemente aus der Artus-Sage und griechische Mythologie“ erkennbar: Als einsamer Ritter oder Rōnin „auf der Suche nach seiner wahren Bestimmung durchforstet“ der Protagonist „in schimmernder Rüstung und flatterndem Cape gekleidete Gunslinger das All“. Laut Axel Weidemann, Redakteur im Feuilleton der FAZ, schöpfen bereits die Spielfilme „aus derselben Quelle wie die amerikanischen Großwestern: den japanischen Historienfilmen, in denen heimatlose Schwertmeister durch die Welt irren, bis das Schicksal ihrem Leben, durch den Schutz jener ohne teuren Stahl in den Händen, einen Sinn verleiht.“ Für den Literaturwissenschaftler Adrian Daub von der Wochenzeitung Die Zeit ist die „an David Lean geschulte Optik der Kinofilme […] in der Fernsehserie einer eher an Sergio Leone angelehnten gewichen – noch größere Einstellungen, noch mehr Totalen, mit wortkargen Männern, die in abwechslungsreicher Ödnis ihrem einsamen Handwerk nachgehen.“ Dem Redakteur Mike Hale von der Tageszeitung The New York Times kommt John Fords Western Spuren im Sand (1948) mit John Wayne in der Hauptrolle in den Sinn, wo Viehdiebe ein neugeborenes Waisenkind retten. Mehrere Rezensenten haben die Dynamik zwischen dem Kind und dem Mandalorianer mit Lone Wolf & Cub (1970–1976) verglichen, einem Manga vom japanischen Autor Kazuo Koike über einen Samurai-Krieger und seinen jungen Sohn.
Richard Newby beschrieb die Serie in der US-amerikanischen Fachzeitschrift The Hollywood Reporter als „die Abenteuer eines alleinerziehenden Vaters auf der Suche nach einem Job“. Laut Susanne Gottlieb vom Online-Magazin Helden der Freizeit besinnt sich die Fernsehserie „auf die Anfänge von Star Wars“, „als George Lucas ein Weltraumimperium schuf, indem er sich von wilden Western und japanischen Samurai-Filmen inspirieren ließ. John Carter, Flash Gordon, The Hidden Fortress, sie alle sind als Hommage an das Kino, das ihn prägte, in Star Wars verarbeitet. Zuschauer sahen so etwas Vertrautes, Altbekanntes in einem frischen Sci-Fi-Anstrich“.

“Because with Star Wars, you can kinda lean into different genres. We’ve had Western, Samurai, a little bit of Heist, a little bit of war movie.”

„Star Wars kann diverse Genres streifen. Wir hatten Western, Samurai, ein bisschen Gauner- und Kriegsfilm.“

## Rezeption

### Kritiken
Der Filmkritiker Andreas Borcholte lobt auf Spiegel online den Showrunner Jon Favreau und den „anarchisch-selbstreferenziellen Humor seiner Superheldenstorys“, denn „kaum hat man ein paar Mandalorian-Episoden gesehen, hält man diesen gut gewürzten Space-Spaghetti-Eintopf für eine der besten Serien, die gerade im Fernsehen laufen.“ Die Kultur-Redakteurin Kathleen Hildebrand schreibt in der Süddeutsche Zeitung: „The Mandalorian lebt in dieser Halbwelt der galaktischen Gauner, dem Star Wars der kleinen Leute, und es ist nicht verwunderlich, dass gerade diese Geschichte die erste richtig gelungene aus dem Franchise seit Jahren ist. Gerade weil sie weit weg spielt von den zentralen Protagonisten der Kern-Saga, von Han Solo, Luke Skywalker und Leia Organa, hat sie eine Frische, die all den Prequels, Sequels und Spinoffs im Kino weitgehend fehlte.“ Din Djarin und Grogu bestehen „ein Abenteuer pro Folge und das ist so schlicht und spannend erzählt, wie man es sich von der märchenhaft-robusten Fantasy-Science-Fiction von Star Wars wünscht.“ Der Germanist Adrian Daub meint in der Wochenzeitung Die Zeit, der „Rhythmus der ersten Episode ist frei von den Schnörkeln und Ziselierungen, die im derzeit herrschenden Barockzeitalter des Fernsehens de rigueur zu sein scheinen und Tiefe oft eher suggerieren, als sie wirklich zu schaffen. Ob und wie viel Tiefe The Mandalorian hat, ist zunächst unklar. Sehr viel Drive hat die Serie jedenfalls nicht. Und auch das ist beides nicht als Kritik gedacht.“ Der Kulturjournalist Michael Dirk Scholz lobt im Männermagazin GQ – Gentlemen’s Quarterly die Serie, denn sie habe einen „stilvollen und nostalgischen Look, schrottreife Speedgleiter, Retro-Raumschiffe, tolpatschige Androiden und eine grandios komponierte Filmmusik von Ludwig Göransson, die sich so anhörte, als wäre sie gleichzeitig neu und schon immer da gewesen – sozusagen ein Klassiker bei der ersten Veröffentlichung. The Mandalorian erzählte eine zwar eher simple, dafür aber eigenständige Geschichte, die episodisch angelegt war und trotzdem über einen roten Faden verfügte.“ Laut Jonas Ressel von Cinema Strikes Back vom Online-Medienangebot Funk ist The Mandalorian „die Serie, auf die alle Star-Wars-Fans gewartet haben. Sie sieht toll aus, hat großartige Schauspieler, eine dichte Atmosphäre und eine geerdete Handlung. Aber sie verliert sich hin und wieder in den unzähligen Star-Wars-Referenzen und das Erzähltempo könnte an einigen Stellen auch besser flutschen.“ Vali Aschenbrenner von der Computerspielezeitschrift GameStar schreibt, The Mandalorian ähnelt mit seiner „in sich abgeschlossenen Handlung, während das übergeordnete, große Ganze nur gemächlich vorangetrieben wird“, sehr „stark einer klassischen Western-Serie oder sogar einem Videospiel: Bevor die Hauptquest angegriffen werden kann, gibt es erstmal ein paar Nebenaufträge abzuarbeiten.“
Die TV-Kritikerin Kelly Lawler bemängelt in der Tageszeitung USA Today, die Serie stelle „aufregende Ästhetik über Erzählung. Die ersten acht Episoden fühlten sich eher wie eine Ansammlung von coolen Bildern an, als eine zusammenhängende Geschichte.“ Der Journalist André Pitz schreibt im Musikexpress, die Serie recycelt „altbekannte Blaupausen. Die erste Episode der neuen Staffel liefert zwar ab, zementiert jedoch auch einen sehr konservativen Umgang mit dem Star Wars-Franchise“, schafft aber dennoch „mühelos, die altbekannte und von Die-hard-Fans so hochgehaltene Atmosphäre zu erzeugen. Man fühlt sich direkt zu Hause, muss praktisch keine neuen Kompromisse eingehen und kann sich im scheinbar niemals im Wandel befindenden, abgewetzten Universum ergehen.“ Der TV-Kritiker Mike Hale prognostiziert in der US-amerikanischen Tageszeitung The New York Times: „Am Rande des Geschehens drängt sich das Gefühl auf, dass The Mandalorian die grundlegende Mission des Star-Wars-Franchises über vier Jahrzehnte hinweg erfüllen wird: der essentiellen Kitschigkeit und Zweidimensionalität von George Lucas’ ursprünglichem Konzept treu zu bleiben. Favreau und Filoni verlangsamen es, lassen es gut aussehen, nehmen etwas von dessen Sentimentalität heraus, geben ihm etwas Raffinesse und lassen Sie beim Genießen gut fühlen. Das ist kein Kino, das ist Spitzenfernsehen.“ Für die Journalistin Marlen Hobrack im Kunstmagazin Monopol liegt das „Geheimnis des Erfolgs“ der Serie weder im „avancierten Storytelling“ noch in den zumeist „klassisch eindimensional gezeichneten“ Figuren, sondern in einer „ausgeprägten Lust an filmischen Zitaten“ sowie der „Rückkehr zum visuellen Erfolgsrezept der ersten ‚Star Wars‘-Trilogie der 70-er und 80er-Jahre“: „Die Space-Western-Serie inszeniert auf faszinierende Art die ‚Echtheit‘ des Dargestellten.“

### Auszeichnungen (Auswahl)
Bei der Primetime-Emmy-Verleihung 2020 wurde die Serie in sieben Kategorien ausgezeichnet, zuvor hatte sie 15 Nominierungen erhalten. Gewonnen haben u. a. Greig Fraser und Barry „Baz“ Idoine für ihre Kameraarbeit und Komponist Ludwig Göransson. Die Motion Picture Sound Editors zeichneten die Serie mit einem Golden Reel Award für Outstanding Achievement in Sound Editing – Sound Effects and Foley for Episodic Short Form Broadcast Media aus. Bei den Verleihungen des OFTA Television Award der Online Film & Television Association erhielt die Serie fünf Preise.

## Spin-offs
Im Dezember 2020 wurden von Disney die Serien Rangers of the New Republic und Ahsoka (seit 2023) angekündigt. Beide Serien sind in der Zeitlinie von The Mandalorian angesiedelt und sollen als Crossover in einem „dramatischen Finale“ („climactic story event“) kulminieren. Nach kontroversen Aussagen von Schauspielerin Gina Carano, welche ursprünglich die Hauptrolle in Rangers of the New Republic spielen sollte, wurde sie durch Lucasfilm und Disney entlassen, woraufhin die Produktion des Projekts vorerst auf unbestimmte Zeit gestoppt wurde.
Im Dezember 2021 startete als direkter Ableger die Serie Das Buch von Boba Fett, die neben der Handlung rund um den Titelhelden, den ehemaligen Kopfgeldjäger Boba Fett, mitunter auch die grundlegende Ausgangssituation des Finales der zweiten Staffel von The Mandalorian aufgreift und in drei Episoden die Geschichte des Mandalorianers und Grogus Jedi-Training unter Luke Skywalker weiterführt. Das Buch von Boba Fett fungiert somit als eine erzählerische Brücke zwischen der zweiten und dritten Staffel von The Mandalorian.
2023 erschien die Serie Ahsoka, die mehrere Nebenhandlungen aus The Mandalorian aufgreift und weitererzählt, wie etwa die Geschichte rund um Ahsoka Tano und Morgan Elsbeth aus der zweiten Staffel oder die angedeutete Rückkehr von Thrawn. Mit Skeleton Crew erschien ein Jahr später eine weitere Serie, die in der gleichen Zeitspanne spielt. Anders als in Ahsoka, finden sich in Skeleton Crew bis auf das Auftreten der Figur des Piraten Vane keine Querverweise auf bekannte Handlungsstränge oder Gastauftritte von Figuren aus den übrigen Serien dieser Zeitlinie wieder und steht somit weitgehend für sich allein.
Am 22. Mai 2026 startet der Film The Mandalorian & Grogu in den Kinos, der die Handlung rund um Din Djarin und Grogu weitererzählen soll.